# Trittico del Giardino delle delizie

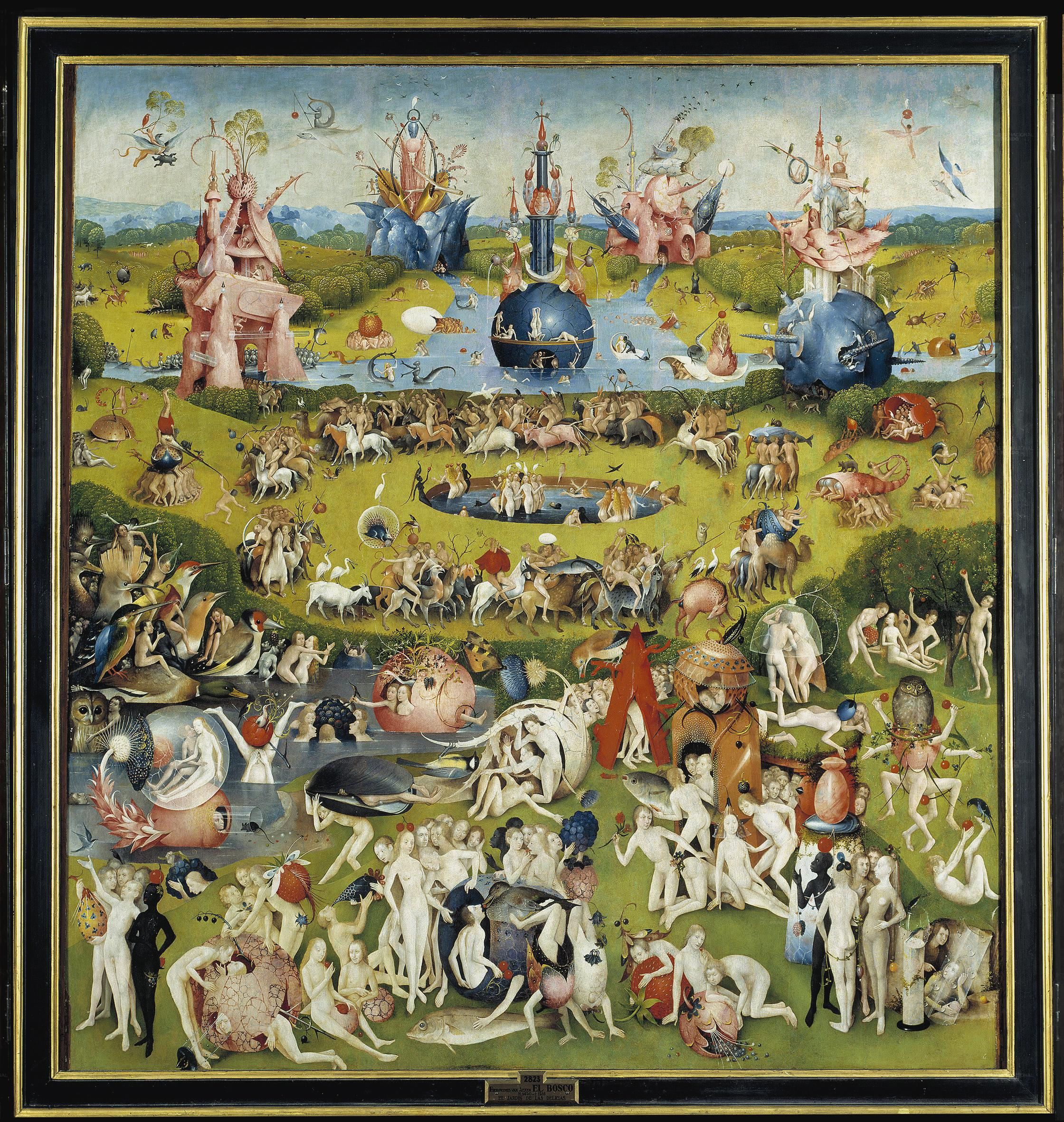
Il pannello centrale

Il Giardino delle delizie (o Il Millennio) è un trittico a olio su tavola (220×389 cm) di Hieronymus Bosch, databile al 1480-1490 circa e conservato nel Museo del Prado di Madrid.
È ritenuto il capolavoro di Bosch e la sua opera più ambiziosa. In nessun altro lavoro Bosch raggiunse un tale livello di complessità, sia per i significati simbolici che per la vivida immaginazione espositiva. L'opera rappresenta numerose scene bibliche e ha probabilmente lo scopo di descrivere la storia dell'umanità attraverso la dottrina cristiana medievale.
Il trittico è formato da un pannello centrale di forma pressoché quadrata al quale sono accostate due ali rettangolari richiudibili su di esso; una volta piegate, mostrano una rappresentazione della Terra durante la Creazione. Le tre scene del trittico aperto sono probabilmente da analizzare in ordine cronologico da sinistra verso destra, per quanto non vi sia la certezza di questa lettura. Il pannello di sinistra rappresenta Dio quale perno dell'incontro tra Adamo ed Eva; quello centrale è una vasta veduta fantastica di figure nude, animali immaginari, frutti di grandi dimensioni e formazioni rocciose; quello di destra è invece una visione dell'Inferno e rappresenta i tormenti della dannazione.
Gli studiosi hanno spesso interpretato l'opera come un ammonimento agli uomini sui pericoli delle tentazioni; nonostante ciò, l'intricato mescolarsi di figure simboliche, in particolare nel pannello centrale, ha portato nel corso dei secoli a numerose altre interpretazioni e ancora ci si divide tra chi crede che il pannello centrale contenga un insegnamento morale per l'uomo e chi lo considera una veduta del paradiso perduto.

## Storia

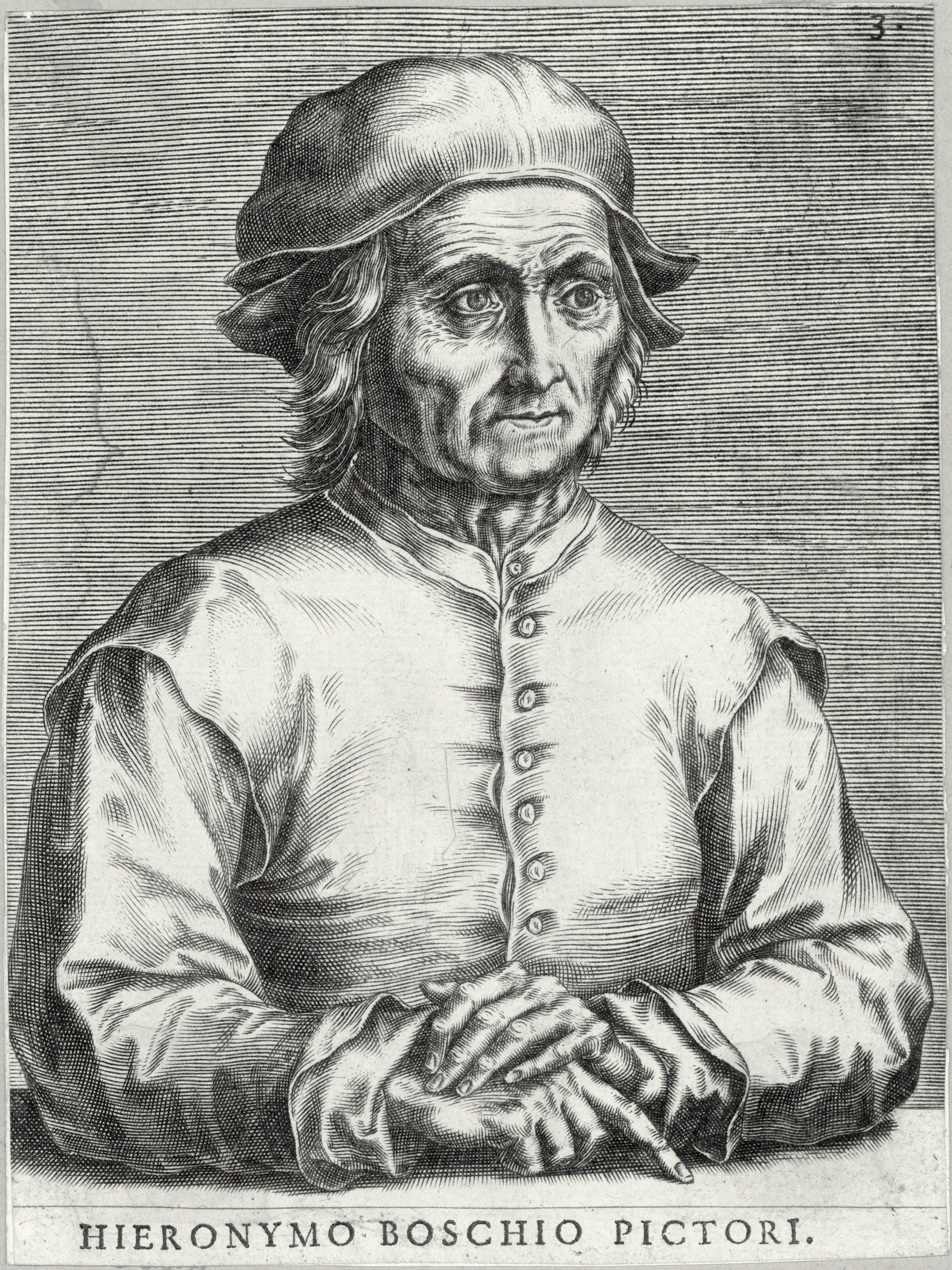
Ritratto di Hieronymus Bosch.

La prima documentazione storica del dipinto risale al 1517, un anno dopo la morte di Bosch, quando Antonio de Beatis, un canonico di Molfetta, descrisse il Giardino come parte della decorazione del palazzo dei conti della Casa di Nassau a Bruxelles, luogo di grande importanza spesso visitato da capi di Stato e influenti personaggi di corte.

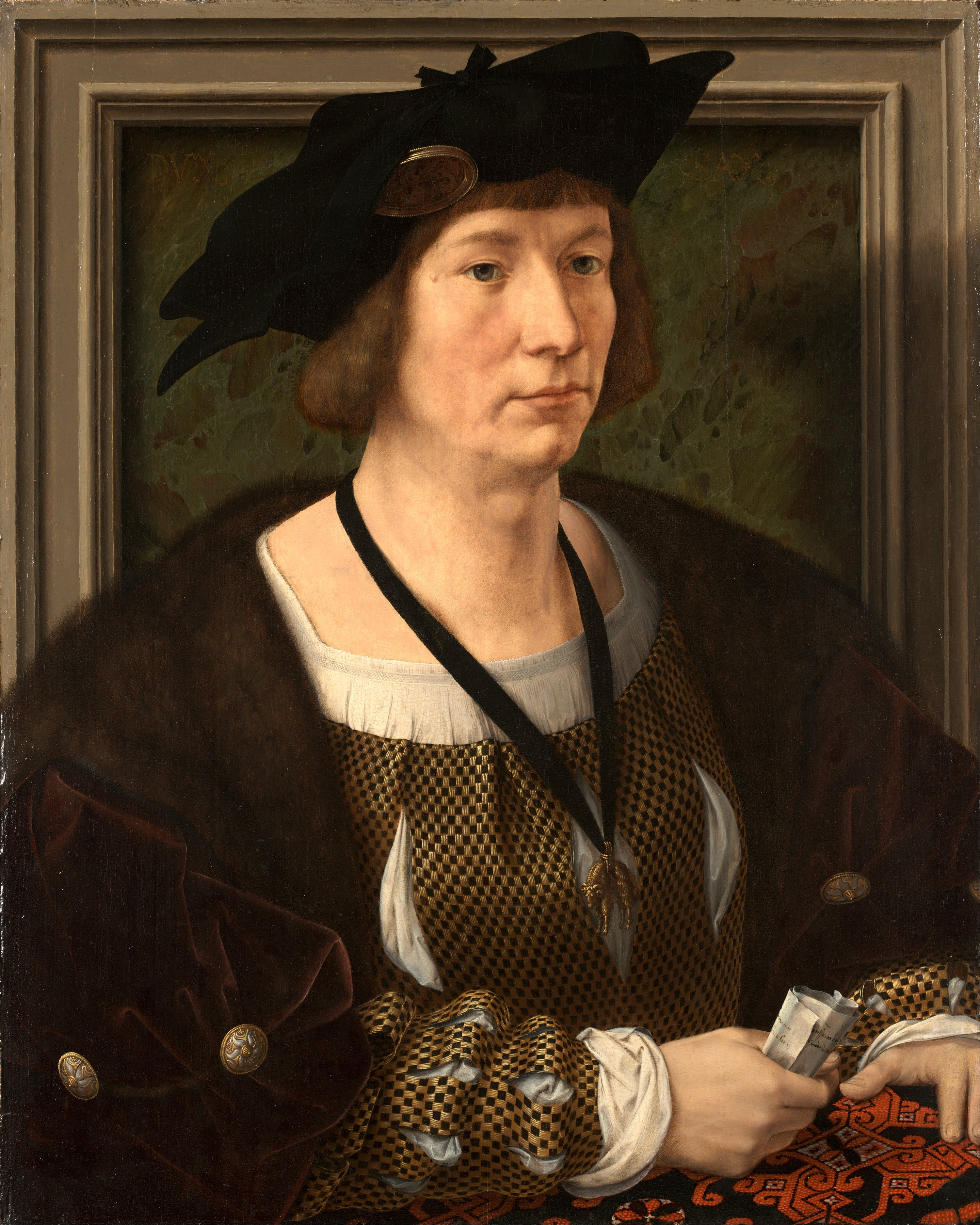
Jan Gossaert, Enrico III di Nassau-Breda, (1483–1538)

L'aristocrazia dei Paesi Bassi di Burgundian, influenzata dal movimento umanistico, fu tra i maggiori collezionisti delle opere di Bosch, ma oltre a ciò rimangono poche tracce della posizione dei suoi dipinti negli anni immediatamente successivi alla sua morte; è molto più comune, infatti, avere registri di opere commissionate e possedute da chiese e conventi. È probabile che il committente dell'opera sia stato Enrico III di Nassau-Breda, lo Statolder e Governatore di molte delle province degli Asburgo nei Paesi Bassi. De Beatis scrisse nel suo diario di viaggio:
(Diario di viaggio di Antonio de Beatis)
Enrico era conosciuto come un accanito collezionista di opere d'arte e di curiosità esotiche che, nei suoi palazzi a Bruxelles e Breda, raccoglieva in una sorta di Wunderkammer. Condivideva tale passione con Filippo il Bello, legato da una stretta amicizia, e non è escluso, come ipotizzò Hans Belting (2002), che tra i due fosse in atto una sorta di "gara" nell'accaparrarsi i lavori di Bosch, che entrambi stimavano.
L'esposizione nel palazzo dei Conti della Casa di Nassau, largamente visitato da numerosi personaggi dalla grande influenza e prestigio, dovette contribuire ad accrescere velocemente la reputazione di Bosch in tutta Europa. La fama del dipinto può essere misurata dal grande numero di copie sopravvissute, commissionate da clienti facoltosi e rappresentanti spesso il solo pannello centrale, riproposte in minori dimensioni e solitamente create con diverse tecniche quali l'incisione, l'arazzo o la pittura su tavola.

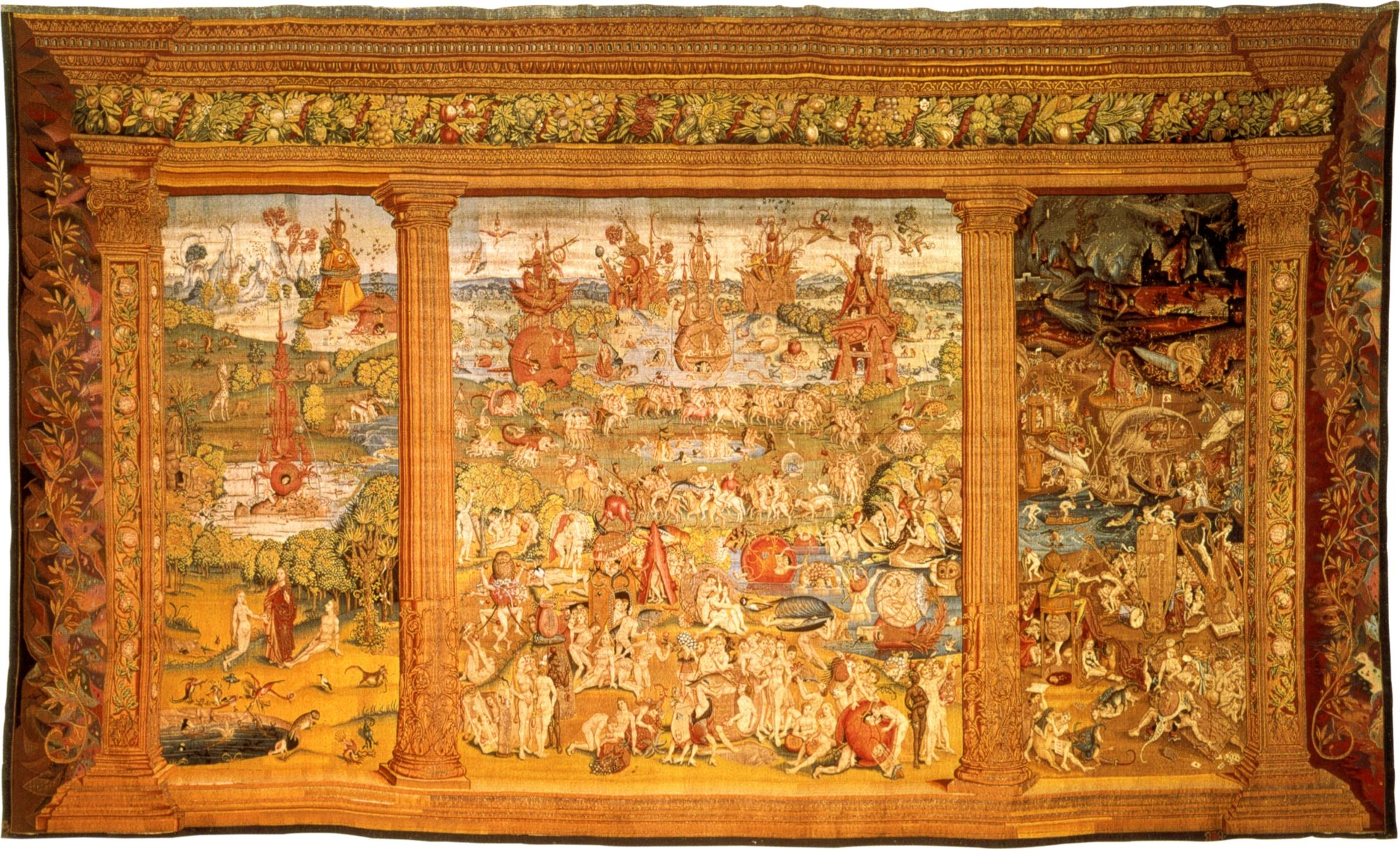
Copia su arazzo del Giardino delle delizie all'Escorial.

La descrizione di De Beatis, riscoperta solo negli anni sessanta del Novecento, ha gettato nuova luce su un lavoro che, a causa della mancanza di una figura religiosa centrale, fino a quel momento era considerato un'atipica pala d'altare. Sono conosciuti a oggi molti dittici olandesi e alcuni trittici per privati, ma al confronto i pannelli di Bosch sono insolitamente più grandi e non contengono al loro interno immagini del committente e futuro proprietario dell'opera. Caratura e importanza dell'opera fanno pensare comunque a un lavoro commissionato, le cui immagini fantastiche rimangono legate da un preciso significato simbolico, forse richiesto per celebrare delle nozze, così come accadeva frequentemente con dipinti italiani di grandi dimensioni.
Alla morte di Enrico III l'opera passò nelle mani del nipote Guglielmo I d'Orange, il fondatore della Casa d'Orange-Nassau e comandante della rivolta olandese contro l'Impero spagnolo alla fine del XV secolo. Nel 1568 il Duca d'Alba confiscò il dipinto e lo portò in Spagna, dove divenne proprietà di Don Fernando di Toledo, dell'Ordine di San Giovanni, figlio naturale del Duca e comandante militare nei Paesi Bassi. All'asta della sua morte Filippo II di Spagna acquistò il Giardino nel 1591, e due anni dopo, l'8 luglio 1593, lo portò all'Escorial. Un inventario dell'epoca lo descrive come:
()
L'opera passò infine dall'Escorial al Museo del Prado nel 1939, insieme ad altri lavori dell'autore fiammingo. A oggi si può constatare quanto il dipinto non sia particolarmente ben conservato, in particolare nella zona centrale in cui l'opera ha perduto materia pittorica attorno alle giunture dei pannelli.
Nel 2009 il Museo del Prado ha selezionato il Giardino delle delizie come uno dei dipinti più importanti della pinacoteca, rendendolo disponibile su Google Earth con una risoluzione di 14 000 megapixel.

### Datazione
La datazione del Giardino delle delizie ha sempre diviso i critici e ancora oggi appare incerta. Baldass la riteneva opera giovanile, databile al 1485, venendo confermato da numerosi studiosi. Tolnay e Larsen invece la collocavano a una fase tarda, verso il 1514-1516 e la Cinotti, infine, suggeriva in base a considerazioni stilistiche e compositive i primi anni del Cinquecento (1503-1504), ipotesi per lo più accettata dalla critica successiva.
Solo con l'analisi dendrocronologica del supporto ligneo si è arrivati ad anticipare l'esecuzione alla fase tardo-giovanile, verso il 1480-1490 circa, poiché il legno si è rivelato risalente tra il 1460 e il 1466, fornendo quindi un terminus post quem. In quel periodo era consueto che gli artisti facessero stagionare a lungo il legno utilizzato per creare i pannelli da dipingere, fino a una ventina d'anni, per diminuire la quantità di acqua contenuta tra le fibre e evitare il rischio di deformazioni e movimenti del supporto: è quindi normale che la data ottenuta dall'esame sui pannelli preceda di parecchi anni quella effettiva del dipinto.
Un elemento offerto a suffragio di una datazione posteriore è da taluni indicato dalla raffigurazione all'interno dell'opera di un ananas, frutto del Nuovo Mondo, che evidentemente fa postdatare il tutto a un periodo successivo al viaggio di Colombo, forse però legato a una rappresentazione fantasiosa.

### Fonti e contesto storico

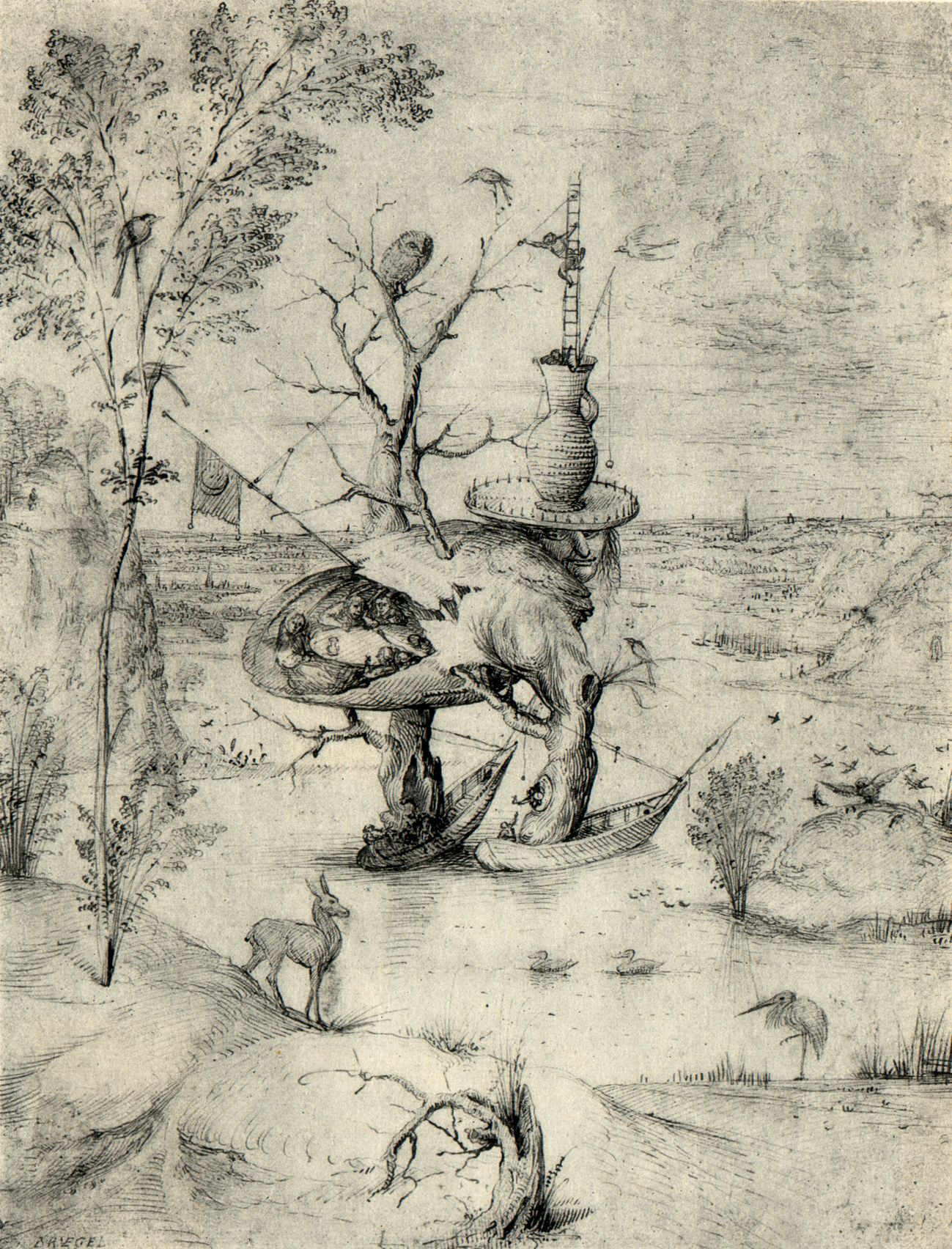
L'Uomo-Albero in un disegno precedente alla creazione del trittico, nella cui composizione viene però a mancare qualsiasi citazione dell'Inferno.

Si hanno poche informazioni certe sulla vita di Hieronymus Bosch e sulle influenze personali o artistiche che potrebbero aver modellato il suo stile. È sconosciuta la sua data di nascita, il tipo di educazione ricevuta e lo sono i clienti delle sue opere d'arte, non ci sono lasciti scritti sui pensieri e le idee del pittore fiammingo né rimangono prove sul fatto che sia stato influenzato da particolari artisti o pensatori. Nel corso dei secoli gli storici d'arte hanno tentato di avvicinarlo a diverse fonti, ma le conclusioni rimangono frammentarie e aleatorie nella quasi totalità dei casi, tanto che l'iconografia dei suoi lavori è stata studiata dagli addetti ai lavori più che per ogni altro autore olandese. Le visioni rappresentate sono estremamente enigmatiche, tanto oscure da far credere ad alcuni studiosi che rimandino a filosofie o dottrine esoteriche a lui contemporanee e a noi oggi sconosciute.
Anche se la carriera artistica di Bosch si espresse nel periodo dell'alto Rinascimento, egli visse in una zona dove il credo della chiesa medievale aveva ancora forte potere e autorità morale. Probabilmente ebbe a che fare con le nuove forme d'espressione filosofiche e artistiche provenienti dal sud Europa, ma rimane complesso comprendere con certezza quale autore, artista o scuola di pensiero abbia avuto un ascendente sul suo lavoro.
José de Sigüenza è considerato il primo vero autore di una critica artistica sul Giardino delle delizie, contenuta nella Storia dell'ordine di San Girolamo, del 1605. Il monaco spagnolo attribuì il primo nome all'opera, Quadro delle fragole e si scontrò tenacemente contro l'idea che il dipinto del maestro fiammingo fosse relegato a semplice assurdità o peggio eresia, descrivendo così i pannelli:
()

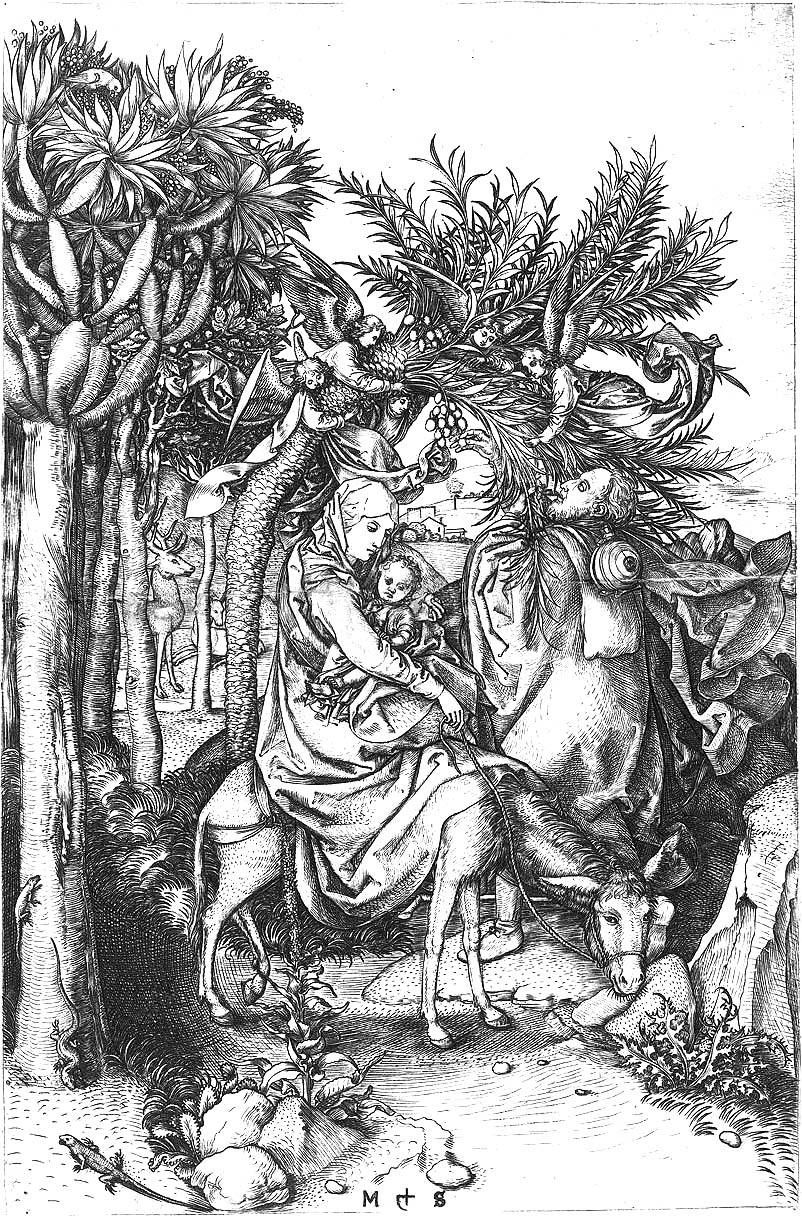
L'incisione Fuga in Egitto di Martin Schongauer, possibile ispirazione per Bosch.

Lo storico d'arte Carl Justi ha osservato che i pannelli di sinistra e centrale sono ambientati in un'atmosfera tropicale e oceanica, ipotizzando che tale scelta fosse legata all'evento storico della scoperta dell'America:
()

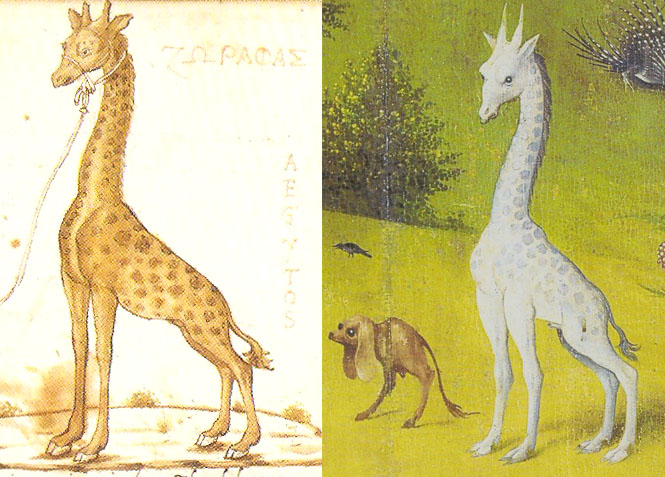
La giraffa (destra) rappresentata nel pannello sinistro dell'opera sembra essere una citazione del Viaggio in Egitto di Ciriaco d'Ancona (sinistra).

Il periodo a cui risale la creazione del trittico fu un tempo di scoperte e avventure, quando racconti e trofei del Nuovo Mondo colpivano le immaginazioni di poeti, pittori e scrittori. Oltre a questo, il Giardino presenta però figure di creature ultraterrene e fantastiche, e la composizione si basa su ulteriori iconografie. L'umanista Felipe de Guevara, collezionista di opere di Bosch e grande appassionato d'arte, indica Plinio e Antifilo quali fonti per le figure demoniache presenti nei dipinti, e a tal proposito cita anche i Grilli dell'antichità classica; da ricordare è anche l'incisione della Fuga in Egitto di Martin Schongauer. La letteratura concernente viaggi esotici, basata anche sulle conquiste in Africa e verso Oriente, è evocata nel pannello di sinistra da animali quali leoni e giraffe. Quest'ultima in particolare sembra richiamare il Viaggio in Egitto di Ciriaco d'Ancona, i cui disegni fornirono probabilmente ulteriore ispirazione a Bosch. Tante scoperte geografiche resero reali regioni fino a quel momento solamente immaginate, e portarono alcuni pensatori dell'epoca a rivedere le proprie certezze sull'esistenza dell'antico Paradiso biblico, ora più vicino alla mitologia che alla presenza effettiva narrata dalle Scritture.
Dal punto di vista letterario, una fonte proposta per l'intero assetto del pannello di destra è quella della Visio Tnugdali, testo religioso del dodicesimo secolo dalle ardite rappresentazioni infernali, celebre per tutto il Medioevo; invece, i tentativi di ritrovare nella letteratura contemporanea a Bosch fonti per l'opera non sono stati soddisfacenti. Lo storico d'arte Erwin Panofsky, nel 1953, scrisse a tal proposito:
()
Erasmo da Rotterdam è stato suggerito come possibile fonte per Bosch, in quanto anch'esso visse a 's-Hertogenbosch per un certo periodo e forse incontrò il pittore. In realtà però l'umanista olandese era appena adolescente quando studiò alla scuola della città di Bosch e, se Peter Glum ha indicato delle vicinanze concettuali tra il trittico e il pensiero di Erasmo, esse sono piuttosto da ascrivere a un'influenza indiretta, legata alle suggestioni su Sebastian Brant, che come è noto fu una delle fonti di ispirazione per l'Elogio della follia.

## Descrizione e stile

### Trittico chiuso:La creazione del mondo
Quando le ali laterali del trittico sono chiuse sulla parte centrale, è visibile il disegno sui pannelli esterni. Si tratta di una rappresentazione del mondo sferico, forse all'atto della creazione, resa con la tecnica della grisaglia, cioè sfumature a monocromo di bianco e grigio, una scelta derivante presumibilmente dalla tradizione fiammingo-olandese, che spesso utilizzava questa tecnica con lo scopo di far risaltare, grazie ai colori spenti del trittico chiuso, le vivaci tinte dei pannelli interni. È possibile anche che l'autore, con questa cromia, trovasse il messo ideale per raffigurare un periodo temporale precedente alla creazione del Sole e della Luna, fatti, secondo l'Antico Testamento, "per dar luce alla Terra". Si deve infatti immaginare il coup de théâtre quando, da una rappresentazione spoglia e priva di vita umana, il trittico veniva aperto mostrando uno sfolgorante brulicare di un'infinità di creature.

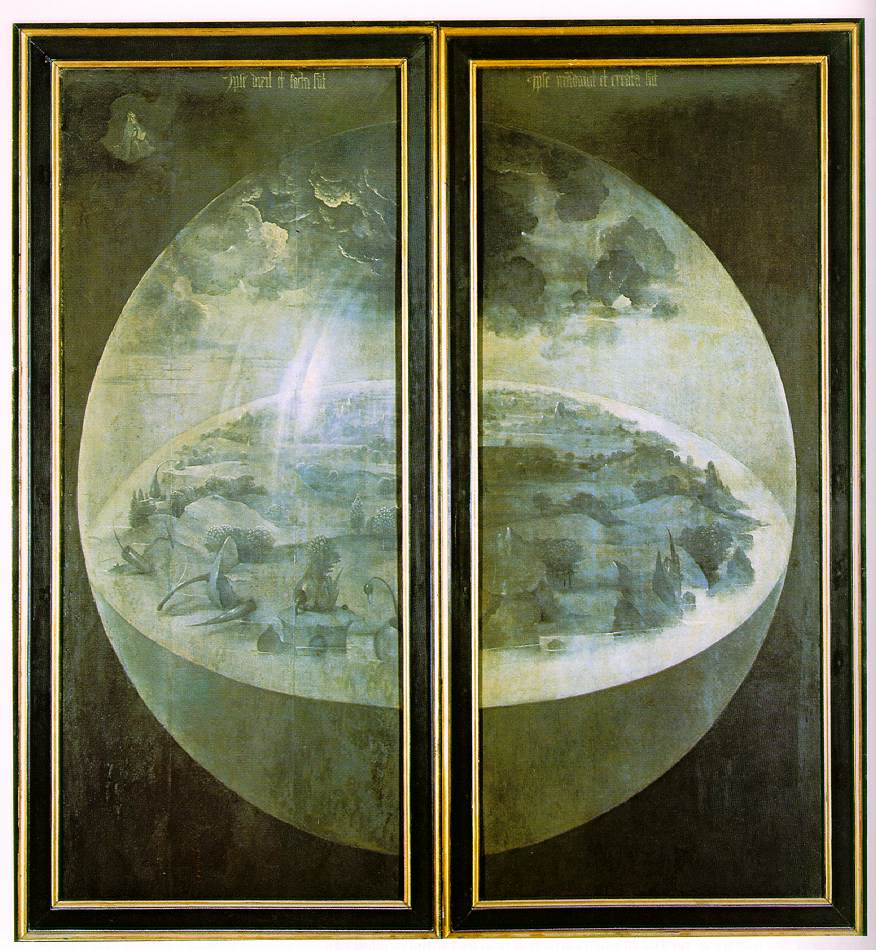
Trittico chiuso.

Si ritiene comunemente che nei pannelli esterni sia raffigurato il mondo nel terzo giorno della Genesi. La Terra è vista a volo d'uccello, come un disco che galleggia sopra una massa d'acqua, entro una sfera trasparente, i cui riflessi di luce si notano nel pannello di sinistra, sotto lo sguardo di Dio Padre, minutamente raffigurato nell'angolo in alto a sinistra, in trono e con una tiara papale sul capo (iconografia classica della pittura olandese), mentre regge una Bibbia in mano. Dio si trova seminascosto nell'oscurità che circonda la terra, e mostra un'espressione cupa e indecisa mentre i suoi gesti sono esitanti, quasi si rendesse conto che il mondo appena creato già sfuggiva al suo controllo. La sfera è quindi immersa nell'oscurità del cosmo, in cui si evidenzia la sola presenza divina.
Sopra l'intera figurazione si può leggere una citazione biblica, dal Salmo XXXII, "IPSE DIXIT ET FACTA SUNT. IPSE MANDAVIT ET CREATA SUNT", ovvero "Perché egli parla e tutto è fatto, comanda e tutto esiste".

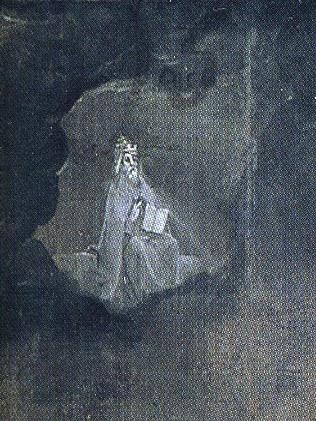
Dettaglio della creazione del mondo, Dio Padre.

La citazione si pone evidentemente come chiave di lettura dell'opera. Nonostante ciò alcuni studiosi (ad esempio Ernst Gombrich) hanno sostenuto che il dipinto rappresenti il mondo subito dopo il diluvio universale (dopotutto nella sfera celeste si intravedono alcuni edifici) in particolare il ritiro delle acque, in contrapposizione al trittico aperto che mostrerebbe lo stato di perdizione dell'umanità prima del diluvio.
Sul disco terrestre si possono individuare i primi esempi di vegetazione, oltre ai quali però non è presente nessun tipo di forma vivente; tutto ciò indica con maggiore sicurezza che l'evento rappresentato è proprio il terzo giorno. Difficile è comprendere se i soggetti siano solamente forme vegetali o se includano formazione minerali o rocciose. Attorno a questa base terrestre si estende il mare, parzialmente illuminato da raggi di luce provenienti dalle nuvole soprastanti.
Gli studiosi hanno ipotizzato che i pannelli esterni suggeriscano l'interpretazione dei tre pannelli interni, legata quindi a una lettura biblica. La creazione del mondo viene posta cronologicamente prima degli "eventi" del trittico aperto.

### Trittico aperto
Il trittico aperto mostra tre pannelli: a sinistra il Paradiso terrestre, al centro il cosiddetto Giardino delle delizie e a destra l'Inferno. Come nel trittico del Carro di fieno, la tavola centrale è quindi affiancata da uno scenario paradisiaco e uno infernale. Dio appare nella sua veste di creatore nell'Eden, richiamando la figura divina posta nel pannello di sinistra del trittico chiuso, mentre a differenza dei trittici del Giudizio finale e del Carro del fieno è assente dal pannello centrale. In tale scomparto è infatti rappresentata un'umanità intenta a esercitare il proprio libero arbitrio, occupata in differenti pratiche sessuali; il pannello alla sua destra viene interpretato generalmente come la "vendetta" di Dio su questi peccati tramite il Giudizio Universale.
Charles de Tolnay riteneva che, attraverso lo sguardo di Adamo, il pannello di sinistra mostri la già debole influenza di Dio sulla terra recentemente creata, così come accadeva con la figura divina presente nel pannello esterno. Secondo Belting, i tre pannelli cercano di esprimere un concetto esposto nell'Antico Testamento, secondo il quale l'umanità, prima della Caduta, non conosceva un confine certo e definito tra bene e male e nella propria innocenza ignorava le conseguenze dei propri peccati.

#### Pannello di sinistra:Il giardino dell'Eden

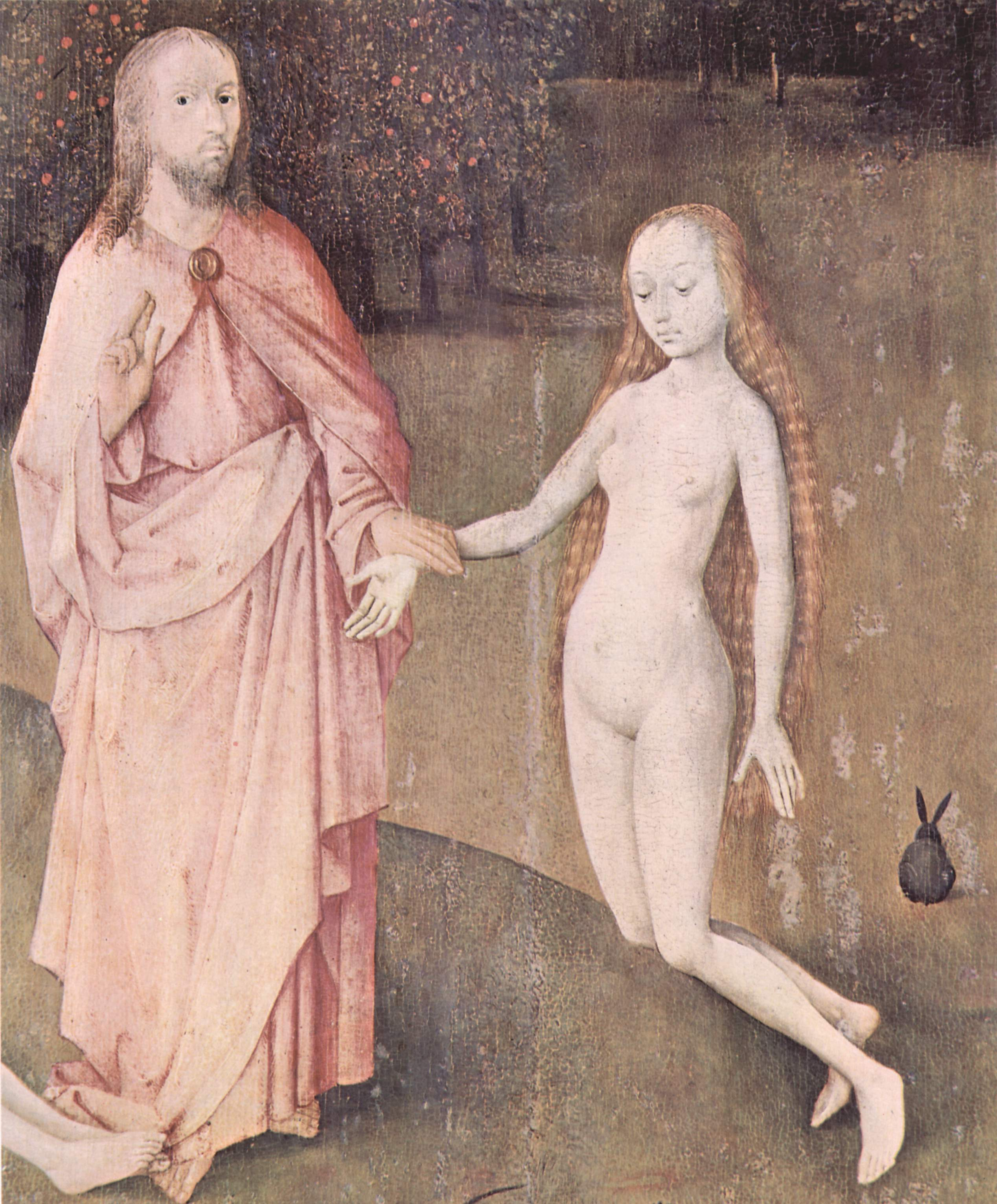
Dettaglio del Giardino dell'Eden, Dio ed Eva.

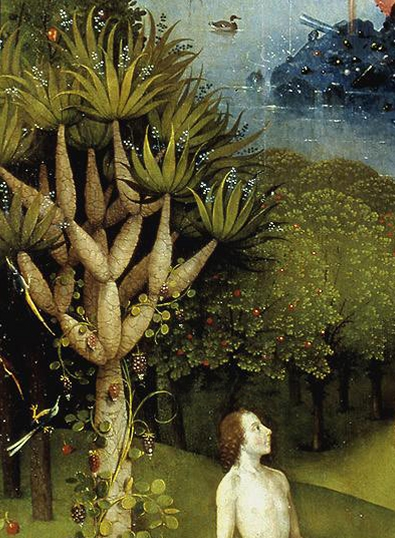
Dettaglio del Giardino dell'Eden, Adamo e la natura rigogliosa alle sue spalle.

Il pannello di sinistra (220×97, cm) è conosciuto come una rappresentazione del Giardino dell'Eden o dell'Unione di Adamo ed Eva. I colori sono brillanti e smaltati, accordati sulle tonalità dei verdi e degli ocra, sulle quali spiccano per contrasto il candore dei corpi, il rosa del manto di Dio e della stravagante costruzione al centro, il blu del laghetto e del cielo.

##### Dio, Adamo ed Eva
La scena è ambientata nel Paradiso Terrestre, generalmente interpretata come l'attimo in cui Dio presenta Eva al cospetto di Adamo, un oggetto conosciuto solo nella tradizione della miniatura. Egli sembra infatti appena svegliato da un sonno profondo, scoprendo Dio che al suo fianco cinge la donna per un polso e dona la propria benedizione all'unione dei due.
Dio appare con un aspetto più giovane rispetto al pannello esterno, ha occhi blu e riccioli dorati; tale immagine potrebbe essere un pretesto utilizzato da Bosch per esprimere, secondo un'iconografia antica, in disuso ormai nel Quattrocento, il concetto di Cristo come incarnazione della Parola di Dio.
Il gesto benedicente e il contatto con Eva e Adamo vennero così analizzati da Wilhelm Fraenger:
()
Eva fugge castamente lo sguardo di Adamo, anche se altre letture la ritengono mostrare in maniera seducente il proprio corpo allo stesso. L'espressione di Adamo è di stupore e meraviglia, e secondo Fraenger è causata da tre elementi: in primo luogo la solenne presenza al suo fianco di Dio, poi il rendersi conto che Eva è stata creata da una parte del suo corpo e ha la sua stessa natura; il terzo fattore è l'eccitamento sessuale, il bisogno di riprodursi sentito per la prima volta.
Molti dettagli delle immagini sembrano lontani dall'innocenza che ci si dovrebbe aspettare nel giardino dell'Eden prima del Peccato originale. La storica dell'arte Virginia Tuttle e altri critici considerano ad esempio lo sguardo di Adamo su sua moglie lussurioso e lascivo. Gibson ritenne che l'espressione del viso di Adamo tradisca non soltanto sorpresa, ma pure attesa e speranza. Secondo un concetto religioso tipicamente medievale, prima della caduta Adamo ed Eva ebbero solamente rapporti puri e senza peccato, con l'unico scopo di riprodursi; molti ritengono infatti che il primo peccato commesso dopo aver assaggiato il frutto proibito fu proprio un desiderio carnale.

##### Animali e paesaggio

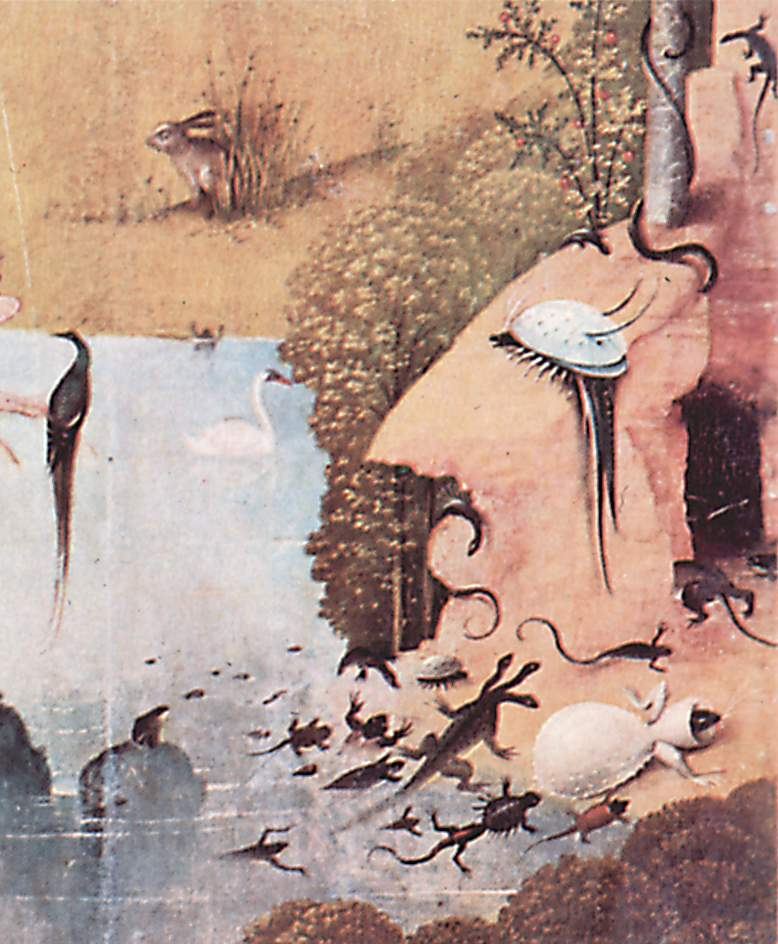
Dettaglio del Giardino dell'Eden, roccia antropomorfa.

Dietro Eva e in primo piano giocano nell'erba numerosi animali, tra cui dei conigli, simbolo di fertilità, e una dracaena, che si pensa rappresenti la vita eterna. Qui, da una fossa circolare, si liberano uccelli e animali alati finemente rappresentati nei particolari, alcuni realmente esistenti e altri frutto di fantasia. Un pesce con mani umane e becco di anatra stringe un libro emergendo dalle acque torbide, mentre attorno a lui altri animali dai colori oscuri si mimetizzano nel profondo della pozza. Fuori dall'acqua alcuni rapaci si cibano di rane; un uccello ha tre teste e sono presenti altri volatili variopinti e un felino, che stringe in bocca una preda.
Accanto ad Adamo si trova un curioso albero esotico, con una pianta rampicante dai frutti rossi che lo cinge. Oltre la collina del primo piano un declivio porta a un bosco di alberi carichi di frutta, sottodimensionati, oltre i quali uno specchio d'acqua soprastante divide la scena. Al centro del lago si trova una complessa costruzione rosa, identificata da alcuni critici come la "Fontana della vita", formata da motivi floreali e parti in vetro, con la fittamente incastonata di gemme preziose. Su di essa si posano uccelli di diverse specie, presenti in gran numero anche nella parte sinistra del lago. Questo edificio ha anche una funzione compositiva: riprendendo il colore della veste di Dio indirizza, come un dardo orientato, lo sguardo dello spettatore verso il fulcro della scena.
A questa altezza, sulla roccia spoglia a destra, pure popolata da curiosi animali, si nota un albero su cui è aggrovigliato un serpente, chiaro rimando alla tentazione di Eva. Qui si vede anche una sorta di ratto che si arrampica sulla roccia vicina, considerato, come il serpente, un simbolo fallico. Sulle sponde del lago verso sinistra si abbeverano poi alcuni animali, reali o mitologici, come un unicorno. Più in alto si stende un vasto paesaggio, popolato da numerosi animali che dovevano apparire esotici agli europei contemporanei, tra cui una giraffa, un elefante e un leone in procinto di divorare una preda appena uccisa. Lo sfondo è costellato di forme rocciose da cui scaturiscono complesse forme di vegetazione, ricordano edifici e capanne e spesso sono abitate da animali dal significato simbolico. Belting ha osservato che se le creature in primo piano sono assolutamente immaginarie, quelle sullo sfondo e al centro del pannello sono prevalentemente reali, estratte e ispirate dalla letteratura contemporanea su viaggi e scoperte; qui Bosch si appella quindi alle conoscenze degli eruditi, umanisti o aristocratici.
Più in lontananza si vede una curiosa concrezione rocciosa, attraverso la quale serpeggia uno stormo di uccelli in volo. Più lontano ancora, in toni azzurrini per effetto del pulviscolo atmosferico, si vedono altri speroni rocciosi, punteggiati da sinistre specie vegetali, che disegnano complessi arabeschi nell'aria.
Secondo la Tutle, la scena del pannello di sinistra è «decisamente non convenzionale e non può essere ritrovata in nessuno degli eventi dal Libro della Genesi generalmente raffigurati nell'arte occidentale».

#### Pannello centrale:Il giardino delle delizie

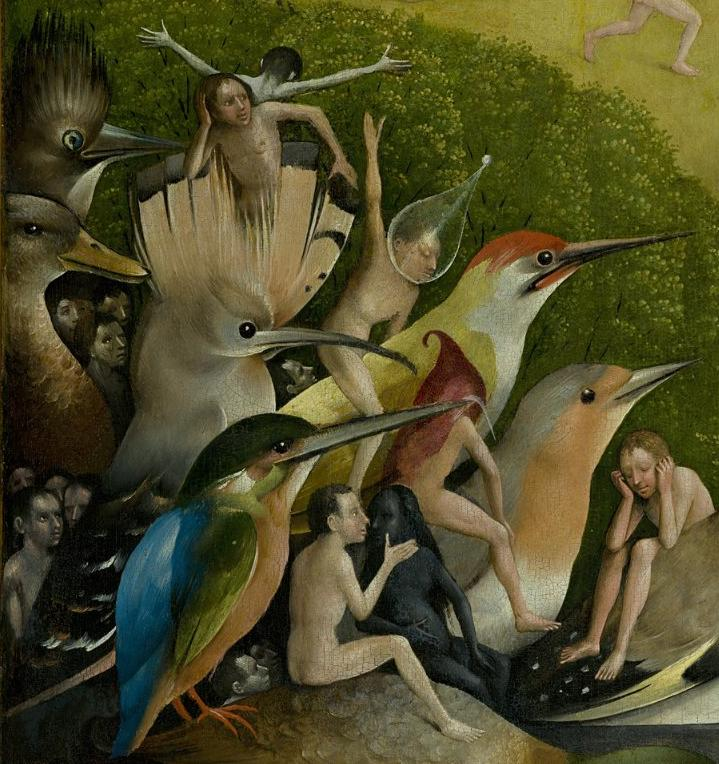
Dettaglio del Giardino delle delizie, una schiera di uccelli scruta gli uomini nei pressi di un laghetto.

Il pannello centrale (220×195 cm) mostra una linea dell'orizzonte che si raccorda precisamente con quella dell'ala sinistra del dipinto, seguendo il percorso della zona verde e dei monti alle sue spalle, suggerendo un rapporto di continuità temporale e spaziale tra i due pannelli; i due specchi d'acqua ricordano poi il lago al centro del pannello laterale.
La zona centrale del pannello rappresenta il vasto giardino "delle delizie" da cui il trittico prende nome: in questa distesa verde abbondano figure maschili e femminili ignude, circondate da enormi varietà di animali, piante e fiori; l'ambientazione non corrisponde né a quella del paradiso descritto nel pannello precedente, né a quella di un territorio terrestre.Creature fantastiche si confondono con elementi reali, frutti comuni vengono rappresentati in forme gigantesche e sproporzionate, esprimendo forti significati simbolici. Le figure sono impegnate in sfrenati giochi amorosi e varie altre attività, in coppie o in gruppi più vasti; si esprimono nelle loro azioni apertamente e senza vergogna, mostrando secondo alcuni critici una curiosità carnale tipicamente adolescenziale.
Questo pannello è divisibile in almeno tre fasce principali. Quella in primo piano, fino al fiume al centro, mostra un'infinità di nudi in vari raggruppamenti. Al centro è rappresentata in un prato "la cavalcata della libidine attorno alla fontana della giovinezza". L'ultimo registro, il più alto e più lontano, mostra il "labirinto della voluttà, con lo stagno in cui galleggia l'enorme globo grigio-azzurro della 'fontana dell'adulterio'".
I personaggi gozzoviglianti giocano disinvolti in acqua o saltano sui prati, cavalcano animali e spesso assumono vicino a questi posizioni particolari dai significati nascosti. La loro ricerca del piacere sessuale è continua e smodata, molti degli elementi che li circondano lo sottolineano; pesci morti, fragole e conchiglie sono tutti simboli della loro dissolutezza e gli uccelli che spiano ovunque offrono una visione morbosa e ossessiva di tale peccato. Si noti la figura al centro del laghetto inferiore, di cui si vedono soltanto le gambe aperte a sostenere un grosso frutto rosso; importante è anche il topos dell'uomo che nasce dal frutto o dal fiore, con esempi sparsi variamente nel dipinto.

##### Primo piano e fiume

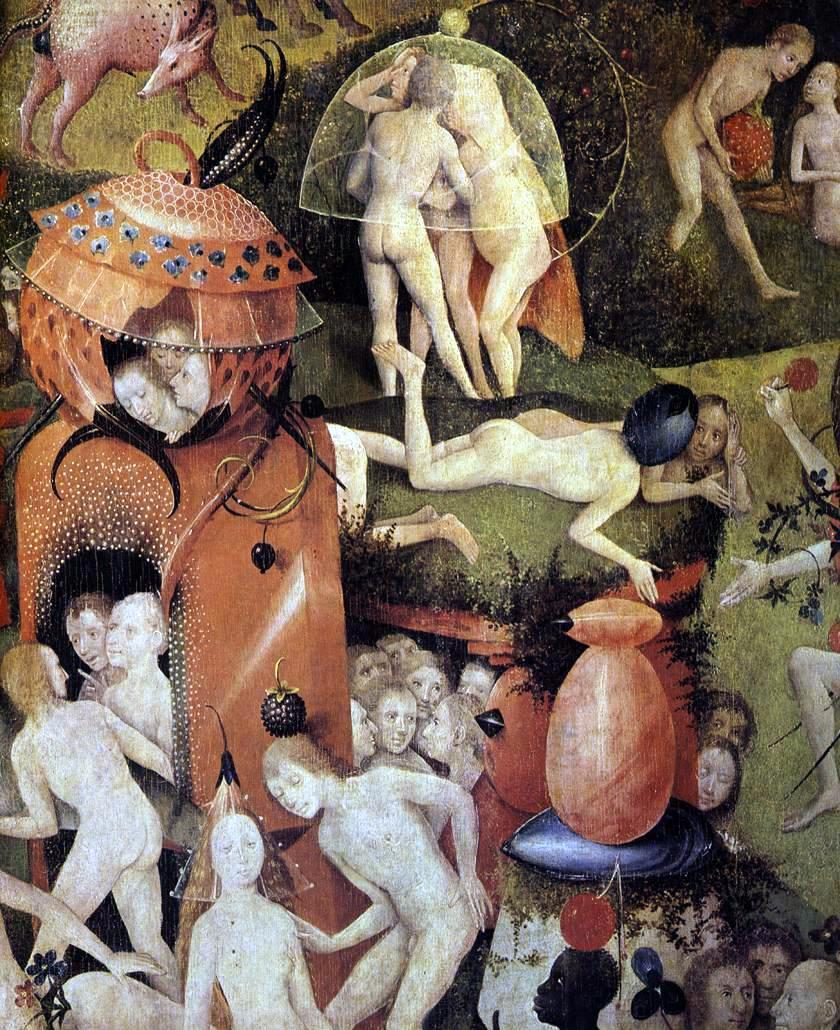
Dettaglio del Giardino delle delizie, i fiori creano strutture complesse dove si rifugiano i personaggi.

La zona in primo piano, che ha l'andamento di un declivio verso sinistra e comprende il fiume al centro, mostra un'infinità di nudi in vari raggruppamenti, alle prese con bizzarri vegetali, minerali e conchiglie, talvolta ritratti mentre si cibano di grossi frutti (per lo più fragole e more), simboli evidenti dell'atto sessuale, oppure alle prese con uccelli di dimensioni sproporzionate, soprattutto sul fiume a sinistra.
Essa è delimitata superiormente da una striscia di alberi, la quale si unisce idealmente con il bosco del pannello di sinistra. Nella parte a destra vi sono delle figure dalla pelle nera e chiara, tra le quali alcune sono ricoperte da una sottile peluria castana, dalla testa ai piedi; gli studiosi tendono a considerarle forme dell'uomo primitivo o selvaggio, ma non sono certi sul motivo della loro presenza nell'opera. Lo storico d'arte Patrik Reuterswärd li considera un esempio alternativo alla nostra vita civilizzata, assumendo quindi una connotazione positiva e sottolineando ancora una volta l'ambientazione "primordiale" del dipinto. Peter Glum, al contrario, considera questi personaggi legati profondamente ai concetti di peccato e corruzione.
In una grotta in basso a destra una figura maschile quasi totalmente nascosta indica una donna vicina, anch'essa coperta da una peluria simile a quella dei personaggi in piedi; l'uomo che punta il dito è l'unica persona del pannello centrale ad avere dei vestiti ed è abbigliato con esplicita austerità. È inoltre una delle poche figure umane con i capelli neri e è l'unico personaggio con un volto non idealizzato, mostrando caratteristiche fortemente peculiari. Come osserva Fraenger: «La maniera in cui crescono i capelli neri di quest'uomo, calanti improvvisamente al centro della sua alta fronte, come se concentrasse lì tutta l'energia della M maschile, rende il suo volto differente da quello di tutti gli altri. I suoi occhi nero carbone sono fissi in uno sguardo che esprime una forza irresistibile. Il naso è stranamente lungo e arditamente curvo. La bocca è ampia e sensuale, ma le labbra sono serrate in una linea dritta, gli angoli chiaramente segnati e stretti nella loro parte finale, e questo rafforza l'impressione—già suggerita dagli occhi— di un gran potere di controllo. È una faccia estremamente affascinante, che ci ricorda volti di uomini famosi, specialmente Machiavelli; e infatti l'intero aspetto della testa ci suggerisce qualcosa di Mediterraneo, come se quest'uomo avesse acquisito la sua aria schietta, superiore e indagatrice nelle accademie italiane».
L'uomo è stato anche considerato il committente dell'opera, come avvocato difensore di Adamo che denuncia Eva o Giovanni Battista con la pelle di cammello, senza contare la possibilità che rappresenti un autoritratto di Bosch. La donna sotto di lui giace all'interno di uno scudo trasparente semicilindrico, mentre la sua bocca è sigillata, quasi nascondesse un segreto. Restando in primo piano, verso il centro del pannello, un uomo con una corona di petali è sdraiato su una grossa fragola, mentre due figure vicine contemplano un altro grande frutto.

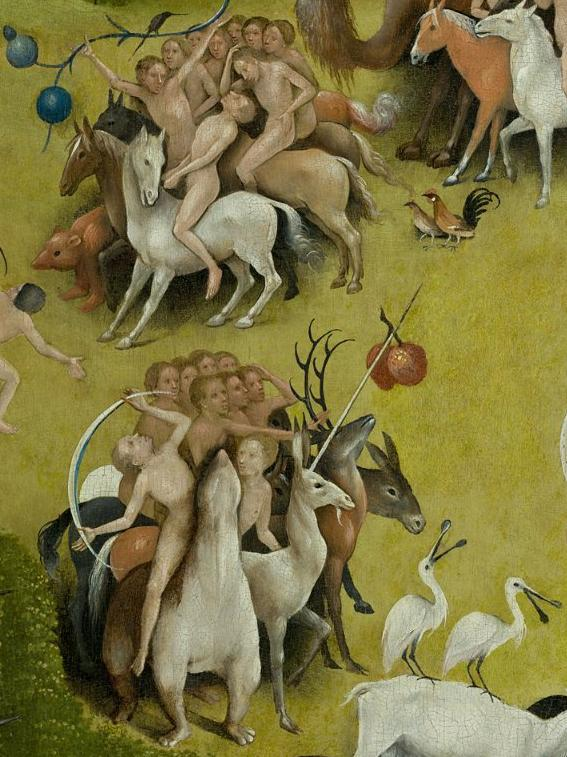
Dettaglio del Giardino delle delizie, una serie di figure maschili ritratte mentre cavalcano animali.

Nella zona in primo piano non vige un rigoroso ordine prospettico, componendosi invece di temi isolati dove non compaiono proporzioni né in generale la logica terrestre e umana. Bosch dipinge uomini minuscoli appoggiati su anatre gigantesche o altri volatili mastodontici, sovrastati da frutti e fiori enormi; pesci che camminano sul terreno e uccelli che sostano nell'acqua, personaggi intrappolati in bolle d'acqua o che sono contenuti in fragole e lamponi. Una donna porta sulla propria testa una ciliegia, al tempo simbolo riconosciuto di orgoglio, mentre molte figure mangiano frutti venendo a volte imboccati da animali o altri uomini. La loro pelle è generalmente candida e contrasta fortemente con la varietà cromatica della vegetazione e degli elementi attorno ai personaggi.

##### Registro centrale
Al centro è rappresentata in un prato "la cavalcata della libidine attorno alla fontana della giovinezza", composta da una moltitudine di uomini nudi a cavalcioni dei più svariati animali (leopardi, pantere, leoni, orsi, liocorni, cervi, asini, grifoni, ecc.), tratti dal repertorio dei bestiari medievali, mentre nella fonte al centro si bagnano donne, che hanno sul capo alcuni uccelli simbolici: corvi (incredulità), pavoni (vanità), ibis, ecc.
Lo specchio d'acqua sulla sinistra e il lago in secondo piano contengono bagnanti di entrambi i sessi. In una piccola pozza al centro del pannello sono segregate figure femminili, i cui corpi sono ornati da frutti, bacche e volatili. La pozza è circondata da un folto corteo di uomini nudi che cavalcano asini, cavalli, unicorni, cammelli e altre creature esotiche e fantastiche. Un uomo esegue una capriola sul proprio destriero mostrando gli organi genitali, azione compiuta per guadagnare l'attenzione delle femmine vicine, quasi mimando una danza di accoppiamento tipica del mondo animale. Attorno a queste scene di contatto tra i due sessi, una gran quantità di uccelli infesta le acque mentre pesci alati si spingono fin sulla terraferma, dove vengono a volte trasportati o cavalcati da uomini; altri animali fantastici simili a lucertole e salamandre strisciano sul terreno o vengono catturati. Altre figure umane dimorano in grosse conchiglie o tra enormi petali, moltissimi dei personaggi si cibano di bacche, fragole o ciliegie. Lo stile è concitato, le figure sono dipinte in pose fortemente dinamiche e coprono uniformemente ogni parte della zona pianeggiante.

##### Registro superiore

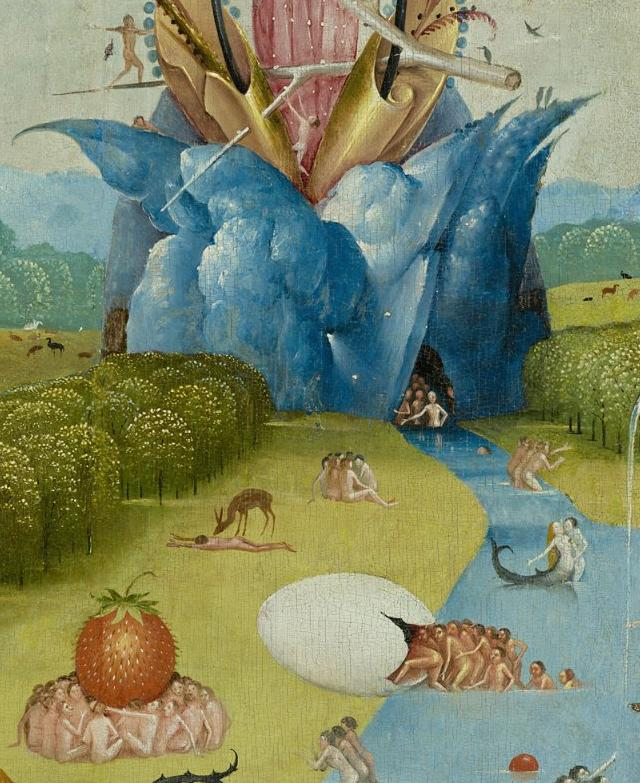
Dettaglio del Giardino delle delizie. La base di una delle cinque strutture che sorgono dal lago sottostante con ai suoi piedi gruppi di figure occupate in diverse azioni.

L'ultimo registro, il più alto e più lontano, mostra il "labirinto della voluttà, con lo stagno in cui galleggia l'enorme globo grigio-azzurro della 'fontana dell'adulterio'", decorato da quattro bizzarre colline-torri fatte come eccentriche costruzioni di vegetali e minerali, sullo sfondo di un cielo azzurro popolato da uccelli, angeli e mostri volanti.
Sullo sfondo sono presenti quattro colossali strutture dal significato sconosciuto, con forme complesse e suggestive, forse derivate, per la ricchezza di materiali dal preciso significato, da un linguaggio alchemico. Nel cielo alle loro spalle si notano gruppi di personaggi in volo; il primo alla sinistra cavalca una sorta di grifone dai colori scintillanti, e tiene nelle proprie mani una grossa pianta su cui è poggiato un volatile rosso: la pianta è considerata l'albero della vita, mentre l'uccello è secondo Fraenger espressione simbolica della morte e l'uomo un Genio, simbolo dell'estinzione della dualità dei sessi, ora riuniti nella condizione originale (con riferimento alla creazione di Eva dalla costola di Adamo).
Alla destra di questo elemento, un cavaliere con coda di delfino naviga su un pesce alato, tenendo un bastone cui è appesa una ciliegia; la coda del cavaliere si piega sulla sua figura fin quasi a toccarne la testa, riferendosi all'Uroboro, simbolo dell'eternità. Alla destra del pannello, due uomini alati trasportano ancora un pesce e una ciliegia. Secondo i critici, in questa fase del dipinto si ha l'apice dell'immaginazione di Bosch, con un dispiegamento gigantesco di simboli e di rimandi tra gli elementi stessi dell'opera; in una creazione tanto fantastica, in cui i personaggi in volo, forse, vanno a rappresentare un "tramite" tra il mondo terreno e il Paradiso vero e proprio, un collegamento tra l'esistenza passata e quella che sarà. I numerosi uccelli in volo raffigurati nel dipinto, in questa opera come in altre di Bosch, sono stati interpretati nel loro valore simbolico di esseri a metà strada tra il mondo terreno e quello divino, e segni della presenza dell'Onnipotente nella realtà.
Tra i gruppi ai piedi delle torri si riconoscono a sinistra una piccola folla che sostiene un enorme frutto rosso, forma "esotica" della mela di Adamo usata moltissime volte in tutto il dipinto. Nel lago inoltre si vede una sirena, assieme al tritone simbolo quattrocentesco dell'amore. Il vicino uovo rotto, inoltre, è un tema che ricorre costantemente nelle opere di Bosch assumendo di volta in volta significati lontani e incerti.

#### Pannello di destra:L'inferno musicale
Lo sportello di destra rappresenta l'Inferno, soggetto di molti dipinti del maestro olandese. È conosciuto anche come l'Inferno musicale, a causa dei numerosi strumenti presenti, in particolare nella zona inferiore del pannello, usati come strumenti di tortura per le punizioni carnali dei dannati, inflitte da curiosi demoni-grilli; nonostante tale simbolismo sia più volte presente nelle opere di Bosch, in questo caso pare assumere un'accezione assurda e burlesca, insistendo sulla mostruosità dei tormenti demoniaci. Gli strumenti musicali avevano spesso connotazioni erotiche nell'arte contemporanea a Bosch, e i menestrelli girovaghi esprimevano tramite la musica versi licenziosi: il pittore cerca forse di rimproverarli e di rappresentare il peccato come "musica della carne".

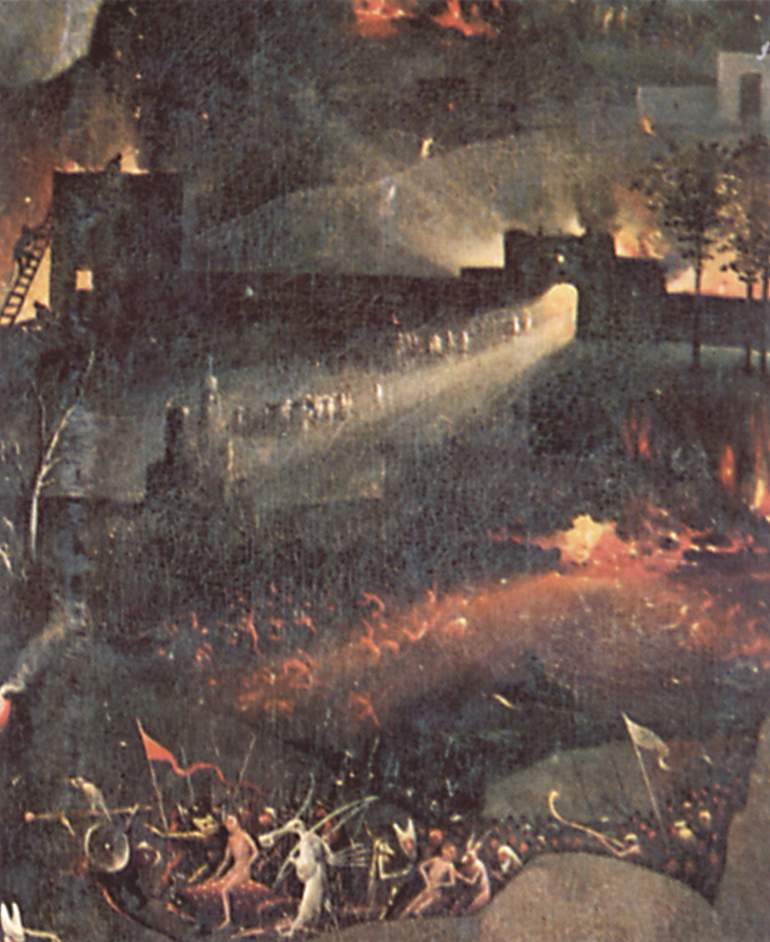
Dettaglio dell'Inferno musicale. Una luce bianca illumina alcune figure in cammino verso un cancello, mentre nella parte inferiore i dannati bruciano in un lago di fuoco.

Il pannello mostra un mondo in cui la presenza umana è stata irrimediabilmente sconfitta dalle tentazioni del male e sconta di conseguenza una dannazione eterna. Il tono di quest'ultima sezione del dipinto si scontra fortemente con le atmosfere dei pannelli precedenti; la scena è ambientata di notte o in un mondo dal cielo oscuro, dove la beltà naturale dei due Giardini è scomparsa per far posto a immagini angoscianti di dolore e tormento. Sempre confrontandolo con le tavole a lato si nota una preponderanza di tinte fredde, le quali creano, con l'uso di superfici ghiacciate, l'atmosfera di un luogo sconfortante e inospitale. Nella parte superiore le fiamme dei roghi contrastano questa sensazione, ma sostengono l'idea che la punizione divina si manifesti sotto ogni forma e che non si possa fuggire da essa: «Lodate il Signore dalla terra, mostri marini e voi tutti abissi, fuoco e grandine, neve e nebbia, vento di bufera» (Salmo CXLVIII).
Molti elementi del pannello si ricollegano ad antiche iconografie sull'Inferno; Bosch è però innovativo nel rappresentare tale scenario non in un luogo fantastico, bensì nel mondo reale di tutti i giorni, opportunamente afflitto da demoni che intendono punire i peccatori umani.

##### Lo sfondo
In una scena fortemente patetica si scorgono le atrocità della guerra, strumenti di tortura e demoni intenti a punire i dannati, mentre sullo sfondo risalta una vasta città in fiamme attaccata da orde di esseri non meglio precisati; gli edifici esplodono nel fuoco colorando di sangue l'acqua sottostante. Dalle porte e dalle finestre fuoriescono potenti raggi che illuminano delle creature in controluce, nella parte inferiore si scorge una strada piena di uomini che abbandonano l'insediamento, mentre altre legioni di mostri si preparano a bruciare un villaggio vicino. In questa parte del dipinto la luce gioca un ruolo essenziale, fornendo visioni tanto suggestive quanto angosciose, rivelando figure mostruose o facendo risaltare i profili degli edifici e la pesantezza delle nubi nel cielo.

##### La parte centrale

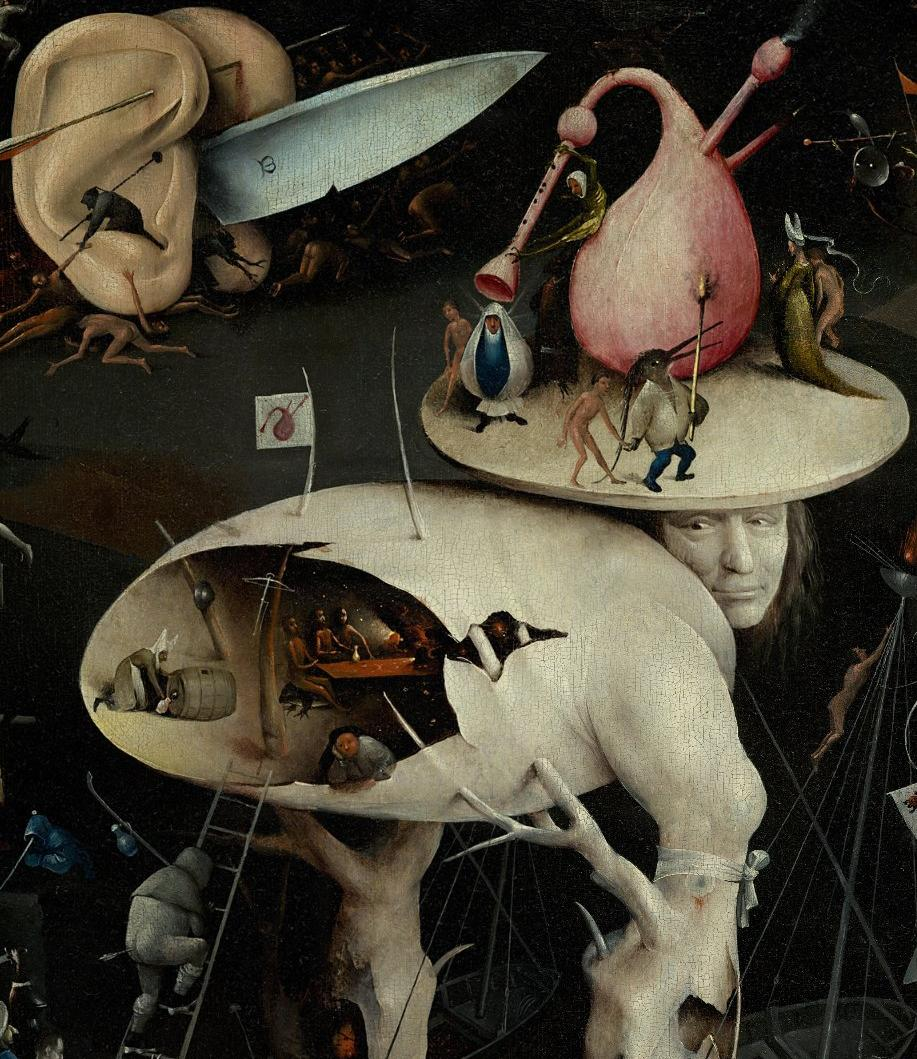
Dettaglio dell'Inferno musicale. Una cavità nel corpo dell'Uomo-Albero ospita biscazzieri e ubriaconi. Si crede che l'essere ibrido possa rappresentare l'Anticristo.

I due registri sottostanti sono in generale fittamente popolati da personaggi tormentati e afflitti in ogni modo. Alcuni di essi sono rappresentati mentre vomitano o defecano, altri sono crocifissi su strumenti musicali, feriti da spade e lance o attaccati da bestie dell'Inferno, molestati in ogni modo o imprigionati in differenti strutture; un coro di uomini vessati in vari modi segue una partitura inscritta sulle natiche di un dannato. Non mancano inoltre rappresentazioni dal significato poco chiaro, ad esempio le due enormi orecchie attraversate da una lama su cui è incisa la lettera M, che secondo diverse fonti potrebbe rappresenta il termine "Mundus", cioè Mondo. La nudità delle figure ha perso ogni carica sensuale, e molti dei personaggi rappresentati cercano di coprire i propri genitali e seni con le mani; la vergogna del corpo mostrata si oppone evidentemente all'innocenza e al candore del pannello centrale.

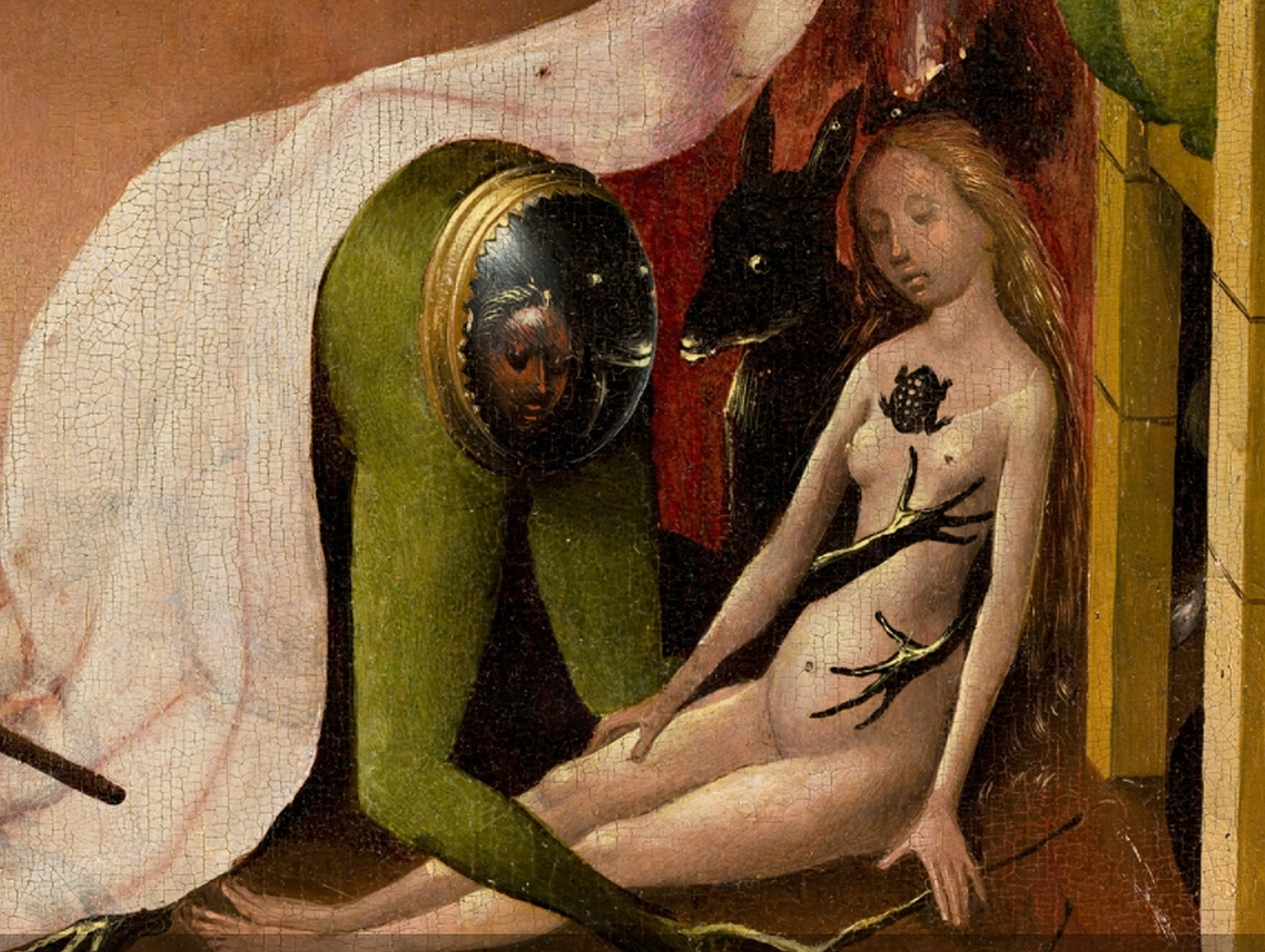
Dettaglio dell'Inferno musicale. Una donna incosciente ghermita da un essere mostruoso si specchia nelle terga di un demone, chiara rappresentazione del peccato di superbia; anche il rospo poggiato sui suoi seni potrebbe rappresentare simbolicamente la superbia della donna.

Nella zona centrale la scena è dominata dalla figura dell'Uomo-Albero, il cui corpo incavato si regge su due tronchi marci che finiscono in piccole barche nel lago. Il suo capo sostiene un disco su cui si muovono demoni e vittime, con vicino una zampogna rosa che ricorda le viscere umane, Il torso è ricavato da un uovo schiuso, popolato da biscazzieri e trafitto dagli stessi rami che partono dal tronco. Una figura grigia con una freccia incastrata tra le terga sale una scala che porta verso l'uovo, mentre il volto dell'Uomo-Albero scruta profondamente verso l'osservatore, con uno sguardo di malinconia e rassegnazione. Belting si chiese se questa faccia fosse in realtà un autoritratto di Bosch, tesi sostenuta anche da altri critici, considerando che «l'espressione di ironia e lo sbirciare leggero potrebbero costituire la firma di un artista che ha rivendicato un singolare mondo pittorico per la sua personale immaginazione».
Alla destra di questa figura un cavaliere che impugna una sorta di graal viene inchiodato a terra da una schiera di cani infernali: il significato di questa figura non è ancora stato pienamente chiarito. Poco più in là uomini vengono imprigionati in enormi brocche, vessati da demoni di varie forme. Sul lago di ghiaccio altri dannati pattinano goffamente, mentre alcuni sono rappresentati a pezzi immersi nell'acqua gelida.

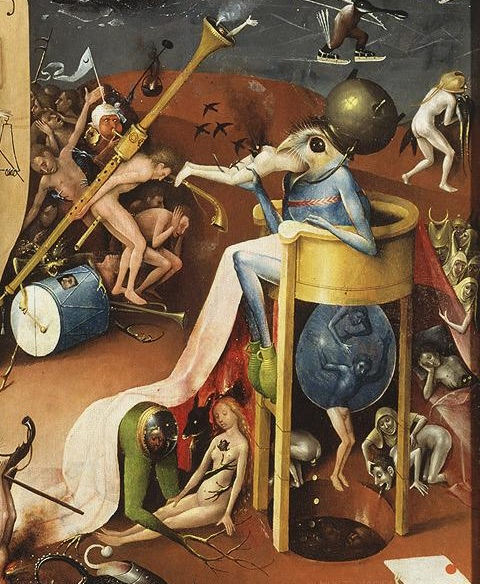
Dettaglio dell'Inferno musicale, il Principe dell'Inferno.

##### La zona inferiore
Nella zona inferiore del pannello, seduto su un alto trono di legno, si trova un colossale mostro con la testa di uccello, intento a cibarsi di dannati che poi defeca in una buca più in basso. Ai piedi calza due vasi, elemento utilizzato anche in altre opere, e sul suo capo tiene un calderone indossato a mo' di corona; per questa particolarità molti studiosi definiscono l'essere il "Principe dell'Inferno". Poco lontano un uomo che giace nel letto viene visitato da diavoli che intendono punirne l'accidia, un avaro espelle monete d'oro e un goloso vomita il suo pasto. Una donna senza sensi paga il suo peccato di superbia mentre un demone con testa di lepre punisce gli uomini che si macchiarono di lascivia. Nell'angolo in basso a destra un uomo viene castigato per la sua avidità da una scrofa con un velo di suora, che lo costringe a firmare documenti legali.
Il vasto gruppo di personaggi in basso a sinistra è invece dedicato al tema del gioco, indicato dalla presenza di dadi e carte; i guerrieri demoniaci si accaniscono sui giocatori, trafiggendo persino una mano benedicente, contrastando quindi la protezione divina. Tra tutte queste scene è evidente il richiamo ai vizi capitali, attorno ai quali Bosch creò un dipinto omonimo oggi pure a Madrid; un'iscrizione posta al centro dello stesso è emblematica del pensiero del pittore fiammingo: "CAVE CAVE DEUS VIDET" cioè "Attenzione, attenzione, Dio vede."

### Interpretazione

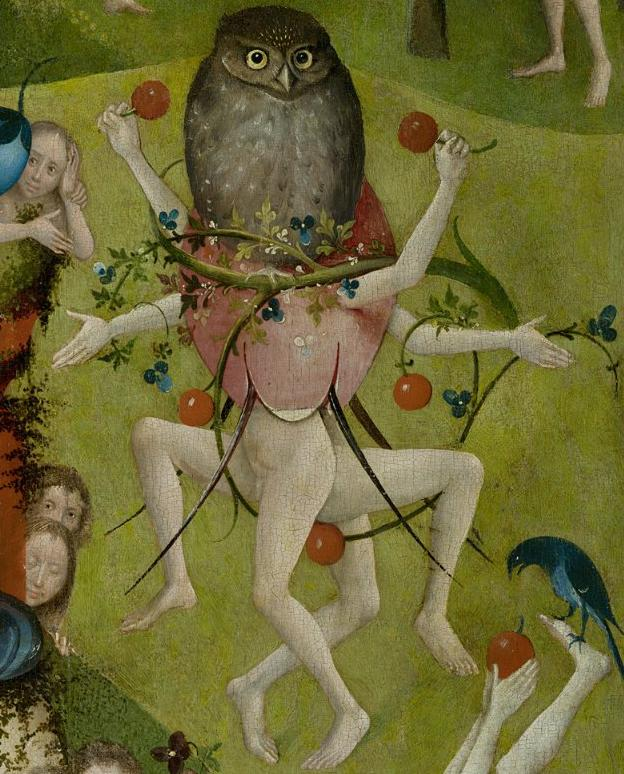
Dettaglio del Giardino delle delizie. Sono presenti due figure danzanti ornate di ciliegie, frutti che rappresentano la lussuria e il peccato; esse trasportano una superficie vegetale cui è poggiato un gufo, animale che simbolicamente riporta a una figura diabolica.

Dato che conosciamo pochissimi dettagli della vita di Bosch, come detto precedentemente, l'interpretazione dell'opera risulta estremamente complessa, rappresentando una difficile sfida per gli studi in campo artistico. I singoli elementi e temi possono essere affrontati e spiegati, ma il rapporto reciproco che li lega e la loro connessione con l'opera nella sua unicità rimane sfuggente. Le enigmatiche scene che si dispiegano nei pannelli del trittico aperto sono state studiate per secoli da studiosi e esperti, arrivando spesso a conclusioni contraddittorie. I complessi elementi e concetti esposti nell'opera hanno dato vita a molteplici analisi, basate spesso su sistemi simbolici derivanti dall'astrologia, dal folclore, dal subconscio umano e dall'alchimia, mondo misterioso accostato profondamente all'iconografia del Giardino. La critica iniziale si soffermò soprattutto sulle figure demoniache e sugli elementi fantastici che più colpivano l'occhio, tralasciando un'analisi profonda sul suo pensiero e la sua filosofia. Fino al principio del XX secolo rimase diffusa l'idea che i dipinti di Bosch contenessero prediche e prese di posizione tipiche della letteratura medievale pedagogica; lo storico Charles de Tolnay scrisse:
()

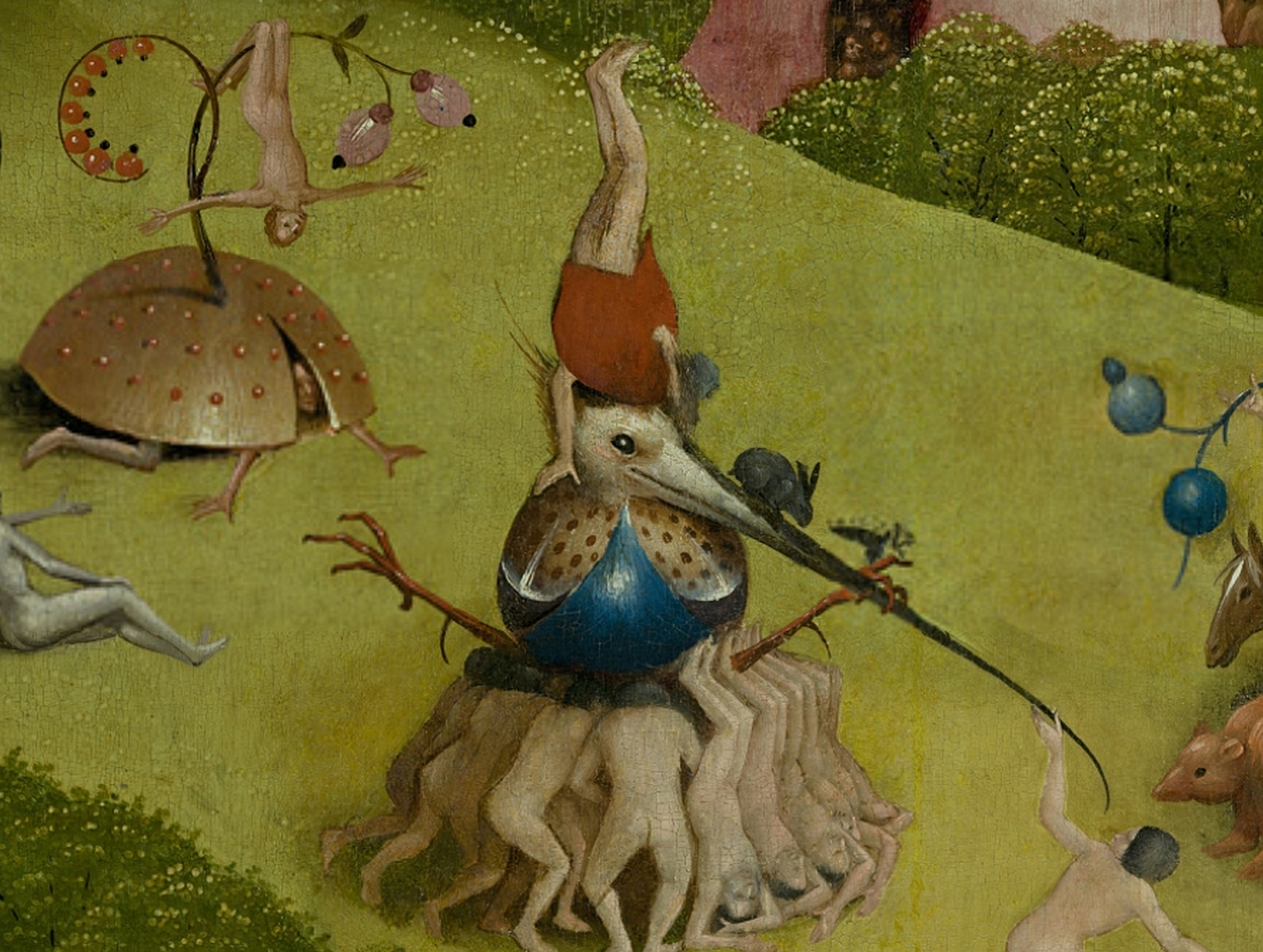
Dettaglio del Giardino delle delizie. L'uomo rovesciato, elemento che ricorre più volte nel pannello centrale, rappresenta assieme all'uccello la figura umana liberata dalla materia.

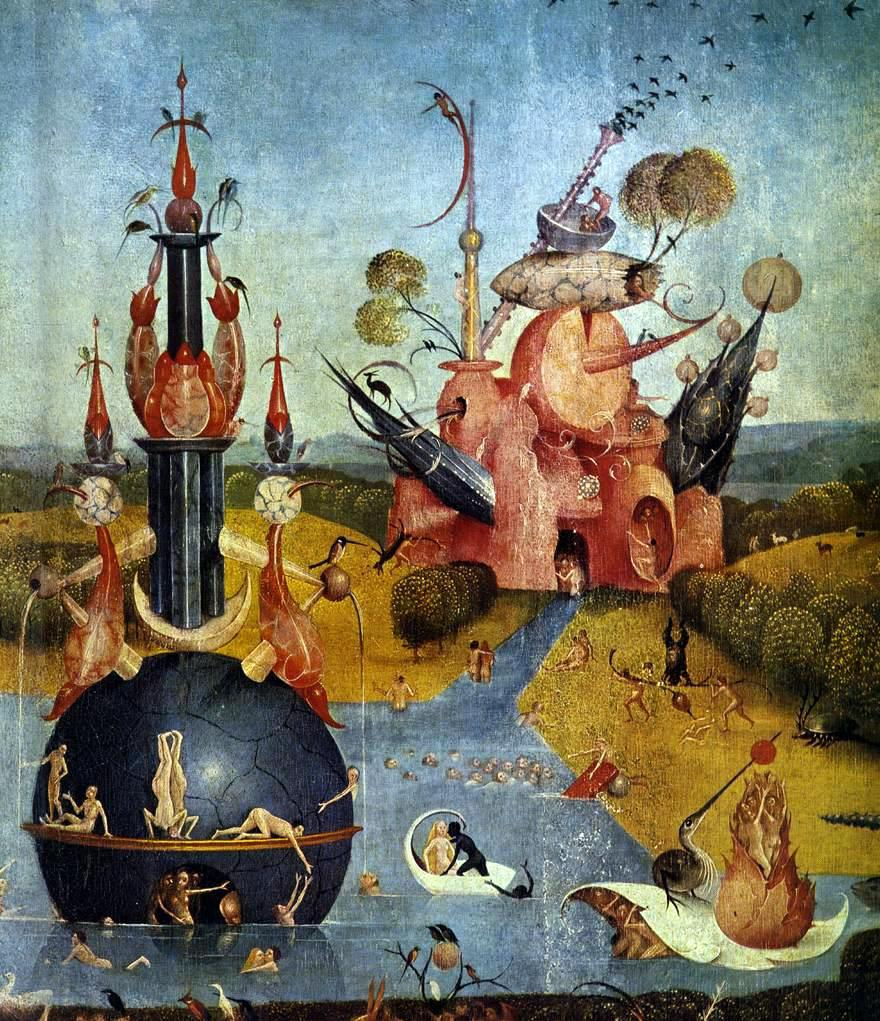
Dettaglio del Giardino delle delizie. Le imponenti strutture sullo sfondo hanno forme ricercate e enigmatiche.

Generalmente il trittico è descritto come un ammonimento contro la lussuria e l'avidità, mentre il pannello centrale come una rappresentazione della caducità dei piaceri terreni. Nel 1960 lo storico Ludwig von Baldass introdusse una visione sequenziale dei tre pannelli, sostenendo che Bosch mostra:
()
De Tolnay considerava il pannello centrale come l'incubo dell'intera umanità, un cimento artistico con lo scopo di mostrare al di là di ogni dubbio le conseguenze deleterie dei piaceri dei sensi e sottolineare il loro carattere effimero. Si ricava da questa sezione del dipinto l'impressione di un'esistenza vissuta senza conseguenze per le proprie azioni, data dall'assenza di bambini e personaggi anziani. Nel secondo e terzo capitolo della Genesi, si narra che i figli di Adamo ed Eva nacquero dopo la cacciata dall'Eden: questo ha portato alcuni studiosi a ipotizzare che il pannello rappresenti un mondo in cui non vi è mai stata traccia del Peccato Originale, e tutto continui a esistere nella condizione primordiale. Secondo Fraenger la scena rappresenta:
()
Svariati critici sostengono che il dipinto percorra una sequenza narrativa; la Creazione divina è seguita dalla corruzione del corpo e dalla perdita dell'innocenza primordiale, e alla fine giunge la punizione dell'Inferno. A prova di ciò può essere portato che il trittico nel corso dei secoli ha assunto nomi quali La Lussuria, I peccati del mondo e I compensi del peccato. Altri sostenitori di questa interpretazione mettono l'accento su un ulteriore carattere; i moralisti contemporanei di Bosch credevano infatti che la donna fosse la tentazione che costringe l'uomo a una vita di peccato e lussuria: questo potrebbe spiegare per quale motivo nel pannello centrale vi sia prevalenza di figure femminili, le quali adescano l'uomo con le loro lusinghe e lo portano sul baratro dell'Inferno. L'iconografia tipica che illustra questo concetto è quella della donna circondata da un cerchio di uomini, ritrovabile in alcune opere della seconda metà del XV secolo.
L'interpretazione di cui sopra è coerente con ulteriori opere a sfondo morale di Bosch, dove la follia dell'uomo di fronte al peccato è esposta in maniera cruda e impattante; anche se ognuno di questi lavori fornisce diverse chiavi di lettura, si può comprendere come Bosch utilizzi forme e colori appariscenti per palesare la condanna verso ciò che dipinge. La visione medievale, naturalmente sospettosa di ogni forma di bellezza materiale, deve aver archiviato la spettacolare sontuosità della pittura di Bosch come la descrizione di un falso Paradiso, brulicante di piaceri transitori e fugaci.
Nel 1947 Wilhelm Fraenger ha ipotizzato che il pannello centrale mostri un mondo in festa per la ritrovata innocenza di tutta l'umanità, condizione primordiale vissuta da Adamo ed Eva prima della Caduta. Lo storico sostiene inoltre la controversa tesi secondo cui Bosch fece parte della setta cristiana degli Adamiti, conosciuti come Homines intelligentiae o Fratelli del Libero Spirito; tale gruppo, attivo nell'area del Reno e dei Paesi Bassi, si batteva per trovare una forma di spiritualità immune dal peccato anche nella forma fisica dell'uomo.
L'opera stessa sarebbe stata commissionata dal Gran maestro dell'ordine, anche se è più diffusa l'idea che questa sia stata creata per scopi non devozionali, a causa della complessità del messaggio. Fraenger sostiene che le figure del Giardino delle delizie:
()

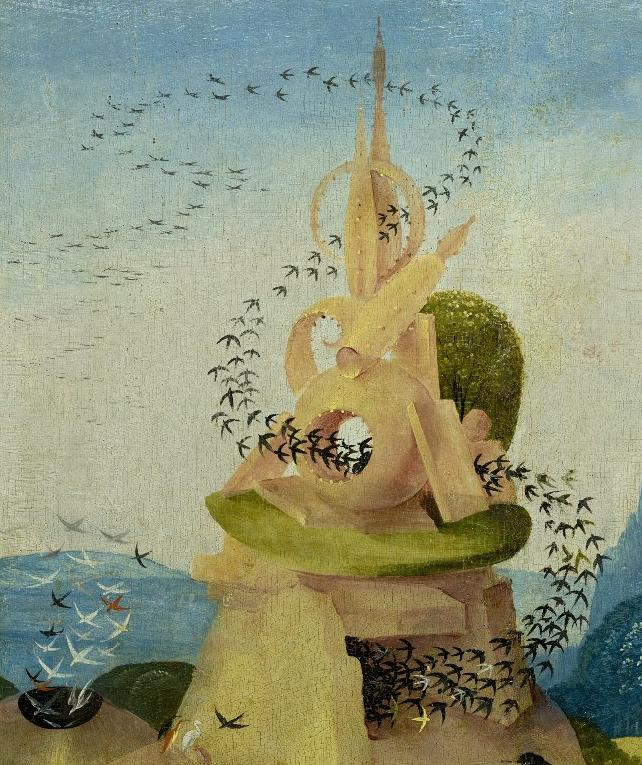
Particolare del giardino dell'Eden. Il volo delle rondini attraverso le cavità delle rocce potrebbe rappresentare la reincarnazione dell'uomo.

Lo studioso asserisce inoltre che gli elementi del pannello di destra, il cosiddetto Inferno musicale, non debbano essere considerati come la punizione per gli atti compiuti nel pannello centrale; devono invece essere ritenuti come una visione staccata, che indica la giusta condanna per musicisti, giocatori d'azzardo, profanatori e blasfemi.
In The Millennium of Hieronymus Bosch vengono inoltre avvicinate, per temi e interpretazioni, tre opere in particolare, che si vanno a distaccare dalle ulteriori prove artistiche del maestro fiammingo: il Trittico delle Tentazioni di sant'Antonio, il Trittico del Carro di fieno e, ovviamente, il Giardino delle delizie. Nonostante la loro forte carica anticlericale, e l'evidente impatto visivo, furono probabilmente tutte pale d'altare, concepite per scopi devozionali di sette religiose.
Altri critici ritengono che sia ingiusto proiettare su Bosch visioni prettamente post-rinascimentali, aggiungendo interpretazioni a posteriori avulse dal contesto; il trittico doveva avere un senso logico anche tra i suoi contemporanei, e presumibilmente si tratta di un'opera su commissione. Lo scrittore Carl Linfert interpreta il pannello centrale come un'espressione della morte e della caducità umana, scovando figure che si allontanano dalle attività con l'aria di aver perduto ogni tipo di piacere. Ernst Gombrich, analizzando l'opera alla luce del libro della Genesi e del Vangelo secondo Matteo, concorda con Linfert nell'affermare che il Giardino presenti:
()
Secondo lo studioso austriaco naturalizzato britannico, Bosch si sarebbe ispirato a passi biblici e commenti medievali in cui l'umanità prima del diluvio è rappresentata come dissoluta, dedita ai piaceri della carne e della gola, circondati da un mondo più lussureggiante e in pace coi vari animali: un passo biblico riporta infatti come la terra prima del diluvio fosse così fertile da generare frutti enormi, coi quali gli uomini si sfamavano senza bisogno di ricorrere alla caccia e alla pesca.
Da ricordare è anche lo studio di Lynda Harris, la quale ritiene Bosch un chiaro esponente del Catarismo; tutta l'opera avrebbe dunque come scopo quello di codificare la dottrina dell'eresia tramite un linguaggio cifrato e nascosto, per poterla preservare dopo la caduta degli ultimi esponenti e tramandarla fino ai posteri. Ad oggi le ipotesi che vedono Bosch vicino ad ambienti eretici non hanno ancora trovato un fondamento storico.

## Retaggio

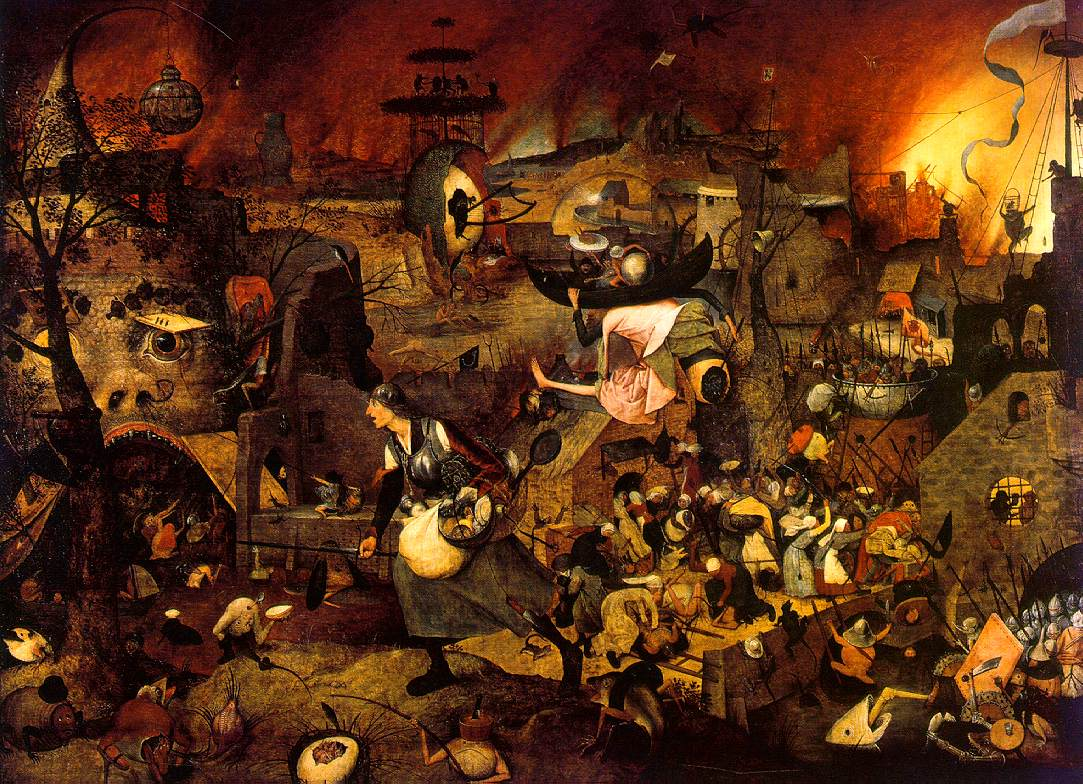
Greta la pazza di Pieter Bruegel il Vecchio, 1562. I rimandi alle visioni infernali del Giardino e ad altre opere di Bosch sono evidenti nella scelta di figure mostruose, colori suggestivi e atmosfere tetre.

Data la particolarità delle sue opere e la sua figura d'artista visionario unica nel suo genere, l'influenza di Bosch non si sparse tanto largamente quanto accadde per altri artisti contemporanei.
Si possono comunque trovare opere contenenti citazioni dal Giardino delle delizie in autori successivi. Pieter Bruegel il Vecchio in particolare riconobbe direttamente Bosch come basilare influenza e ispirazione artistica, incorporando molti elementi del pannello destro del Giardino in numerose sue opere. Greta la pazza, opera del pittore di Breda, rappresenta una misteriosa contadina, forse una strega, al comando d'una schiera di esseri mostruosi, mentre sullo sfondo prendono vita scene di saccheggi e razzie compiute da donne, il tutto ambientato in uno sfondo infernale. Il Trionfo della Morte, altra famosa opera di Bruegel, riporta chiaramente alle visioni catastrofiche dell'Inferno di Bosch ricalcandone la sfrenata immaginazione e gli affascinanti colori.

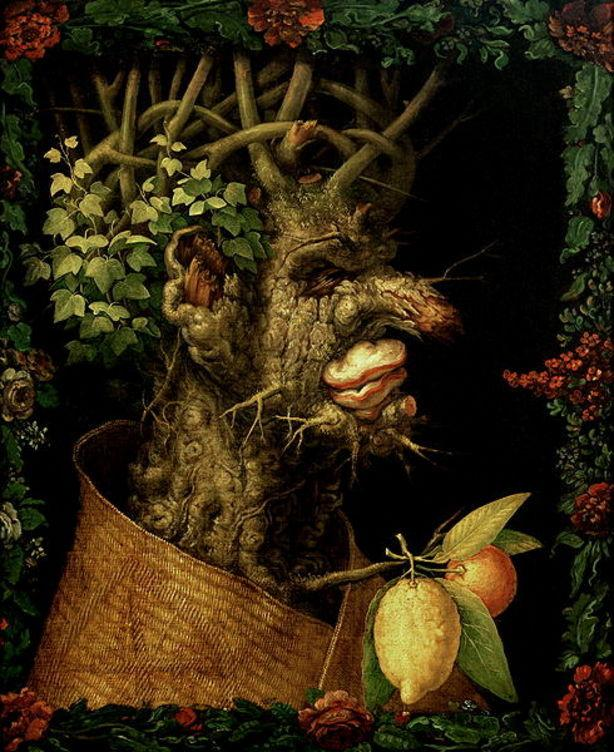
Inverno di Giuseppe Arcimboldo, 1573. Il ritratto umano composto da organismi vegetali riporta al concetto espresso dall'Uomo-Albero di Bosch.

Anche se non creò mai dipinti di un simile tenore, evitando perciò scenari infernali, Giuseppe Arcimboldo viene accostato a elementi dell'opera di Bosch; è l'autore dei celebri busti, ritratti immaginifici composti da vegetali, oggetti o animali, opere di fantasia vicine ai simboli del pittore fiammingo. I due artisti condividono la propensione a non dipingere la natura in maniera austera e fedele alla realtà, creando incredibili figure antropomorfe partendo da oggetti non umani.
David Teniers il Giovane, pittore fiammingo di Anversa, citò più volte nelle proprie opere sia Bosch che Bruegel, caratterizzando opere come Le tentazioni di S.Antonio, Il ricco portato all'inferno e una versione di Greta la pazza; Joseph Heintz il Giovane, artista del XVII secolo, mostrò evidenti congruenze con i disegni di Bosch in opere come Allegoria d'amore e L'Alchimista, così come l'olandese Jan Mandijn.
Durante la prima parte del XX secolo l'opera di Bosch visse un nuovo periodo d'oro, tornando alla ribalta nel panorama artistico contemporaneo. Le fantasie dei primi surrealisti si espressero in misteriosi paesaggi, basati su un'immaginazione prorompente e incontrollata che si connetteva all'inconscio umano; tali rappresentazioni riportarono in auge l'interesse verso il suo lavoro. In particolare le opere di Joan Miró e Salvador Dalí ricordano fortemente il linguaggio immaginifico di Bosch; entrambi conoscevano personalmente il Giardino delle delizie avendolo ammirato nel Museo del Prado, e guardavano al pittore fiammingo come a un vero e proprio maestro. Il Campo coltivato di Mirò contiene numerosi rimandi al Giardino: simili stormi di uccelli, pozze misteriose dalle quali emergono creature fantastiche, la parte all'estrema destra del quadro sembra richiamare i colori cupi del pannello di destra del Giardino, e dallo stesso pannello è mutuata la figura dell'enorme orecchio posto vicino all'albero. Anche se André Breton non incluse Bosch nel Manifesto surrealista del 1924, considerando fonti per i surrealisti autori quali Gustave Moreau, Georges Seurat e Paolo Uccello, gli artisti di tale movimento riscoprirono presto l'artista fiammingo e Pieter Bruegel che divennero estremamente popolari. René Magritte e Max Ernst furono ispirati dalle opere di Bosch.